# Права ЛГБТ в США
Права лесбиянок, геев, бисексуалов и трансгендерных людей (ЛГБТ) в США претерпели изменения в последние десятилетия. Тем не менее, ЛГБТ в США могут по-прежнему сталкиваться с некоторыми правовыми и социальными проблемами, с которыми не сталкиваются жители, не принадлежащие к ЛГБТ, особенно в штатах с большим консервативным населением, таких как «библейский пояс» на Глубоком Юге и на большей части Среднего Запада; в сельской местности; и в некоторых племенных народах коренных американцев.
Многие права ЛГБТ в Соединенных Штатах установлены Верховным судом США. В пяти знаменательных постановлениях между 1996 и 2020 годами Верховный суд отменил закон штата, запрещающий признание защищенного класса на основе гомосексуальности, отменил законы о гомосексуальности по всей стране, отменил раздел 3 Закона о защите брака, сделал однополые браки законными по всей стране, а также запретил дискриминацию при приеме на работу сотрудников-геев и трансгендерных людей.
Закон о борьбе с дискриминацией в отношении ЛГБТ в отношении жилья, частных и государственных услуг варьируется в зависимости от штата, в результате чего жители некоторых штатов остаются без защиты. Двадцать три штата плюс Вашингтон, округ Колумбия, Гуам и Пуэрто-Рико запрещают дискриминацию по признаку сексуальной ориентации, а двадцать два штата плюс Вашингтон, округ Колумбия, запрещают дискриминацию по признаку гендерной идентичности или самовыражения. Закон о равенстве, который в настоящее время предлагается Конгрессом Соединенных Штатов, объявит вне закона дискриминацию по признаку сексуальной ориентации и гендерной идентичности по всей стране.
Семейное право также зависит от штата. Усыновление детей однополыми супружескими парами является законным по всей стране с июня 2015 года после решения Верховного суда по делу Обергефелл против Ходжеса (хотя федеральный суд штата Миссисипи не отменил запрет на однополое усыновление до марта 2016 года). Политика в отношении усыновления сильно различается в зависимости от юрисдикции. Некоторые штаты разрешают усыновление всем парам, в то время как другие запрещают усыновление всем парам, не состоящим в браке.
Преступления на почве ненависти, основанные на сексуальной ориентации или гендерной идентичности, наказуемы по федеральному закону в соответствии с Законом о предотвращении преступлений на почве ненависти Мэттью Шепарда и Джеймса Бёрда-младшего от 2009 года, но во многих штатах отсутствуют законы о преступлениях на почве ненависти на уровне штата, которые охватывают сексуальную ориентацию и/или гендерную идентичность. Представители ЛГБТ различных рас и наций сталкиваются с самым высоким уровнем дискриминации и преступлений на почве ненависти, особенно транс-женщины.
За гражданские права ЛГБТ в США выступают различные организации на всех уровнях и сферах политической и правовой жизни, включая Кампанию за права человека, Lambda Legal, GLBTQ Legal Advocates & Defenders (GLAD), Американский Союз Гражданских Свобод (ACLU), Национальный центр трансгендерного равенства и Национальный центр по правам лесбиянок.

## ЛГБТ во время холодной войны
В 1950-е годы в США во время холодной войны развернулся так называемый маккартизм — кампания по устранению коммунистов и шпионов из государственных органов и общественных организаций, названная современниками новой «охотой на ведьм». Кампанию возглавил Джозеф Маккарти, сенатор от штата Висконсин, председатель сенатской комиссии по расследованиям, и его помощник, Рой Кон. По свидетельствам историков, помимо коммунистов комиссия занималась выявлением и увольнением гомосексуалов среди высших чинов армии, правительства и Конгресса.
Историк Дэвид Джонсон в своей книге «Голубая угроза» утверждает, что гомосексуалы и коммунисты рассматривались как похожие друг на друга подпольные субкультуры со своими местами явки, литературой, культурными нормами и связями. Автор пишет, что с точки зрения американской общественности обе эти группировки «вербовали» в свои ряды психологически слабых людей, поэтому считались «аморальными и безбожными», а своей совместной целью ставили «свержение правительства». Американские таблоиды в 1950-е годы выдвигали другую версию, что коммунисты пропагандировали «сексуальные извращения» среди молодежи США с целью ослабить и «морально разложить» страну, препятствуя тем самым образованию традиционных семей. Официальная точка зрения правительства гласила, что гомосексуалов, занимающих посты во властных структурах, могут шантажировать коммунисты, и поэтому гомосексуалы были бы вынуждены раскрывать им государственные тайны. Сам Маккарти считал, что угроза, исходящая от внедренных в правительство коммунистов, гораздо серьёзнее, чем от гомосексуалов, поэтому перепоручил «голубой» вопрос сенаторам Стайлзу Бриджесу (Styles Bridges) и Кеннету Уэрри (Kenneth Wherry). Впоследствии был создан спецкомитет, в течение нескольких месяцев занимавшийся расследованием, однако ему не удалось обнаружить никаких фактов, что какой-либо гей или лесбиянка в государственных структурах когда-либо подвергались шантажу. Единственный обнаруженный случай по подобному подозрению произошёл ещё до Первой мировой войны: им стало широко известное дело двойного австрийского агента, полковника Альфреда Редла (Alfred Redl). Несмотря на отсутствие улик, в окончательной резолюции спецкомитета утверждалось, что гомосексуалы являются угрозой для национальной безопасности, поэтому они должны были быть устранены из всех государственных служб.
Некоторые исследователи считают, что число преследуемых за гомосексуальность превышало число тех, кто был обвинен в причастности к коммунистам. В частности, более 300 актёрам, сценаристам и режиссёрам, включенным в неофициальный «чёрный список Голливуда», было отказано в работе. Историки утверждают, что подобные списки существовали на всех уровнях индустрии развлечений, в университетах, школах, в юриспруденции и других сферах. По оценке Дэвида Джонсона, по крайней мере несколько тысяч гомосексуалов и лесбиянок потеряли работу в правительстве за период маккартизма.
Через тридцать лет после «охоты на ведьм» выяснилось, что некоторые члены комиссии Маккарти были гомосексуалами, а Рой Кон в 1980-е годы открыто жил со своим партнером и скончался от СПИДа в 1986 году. Официальные подтверждения гомосексуальности самого Маккарти, скончавшегося в 1957 году, отсутствуют.

## Легальность однополых контактов
Уголовное преследование однополых сексуальных контактов противоречит конституции США, однако вплоть до XXI века отдельные штаты уголовно преследовали различные формы «содомии» — как гомосексуальные практики, так и другие формы сексуальных контактов, объявленных противоестественными. Дольше всего подобные «законы против содомии», запрещающие среди прочего и гомосексуальные контакты, применялись в Канзасе, Миссури, Техасе и Оклахоме. В результате решения Верховного суда США по делу «Лоуренс против Техаса» в 2003 году эти законы были отменены. Одновременно в штатах Алабама, Флорида, Айдахо, Луизиана, Миссисипи, Северная Каролина, Южная Каролина, Виргиния и Юта были отменены и законы, криминализирующие оральные и анальные гетеросексуальные контакты. В результате решения по делу «Лоуренс против Техаса» был также уравнен возраст согласия для однополых и разнополых сексуальных контактов.
Во многих штатах законы, криминализирующие однополые сексуальные контакты, были отменены намного ранее: Аляска (1980), Аризона (2001), Арканзас (2002), Калифорния (1976), Колорадо (1972), Коннектикут (1971), Делавэр (1973), Джорджия (1998), Гавайи (1973), Иллинойс (1962), Индиана (1977), Айова (1977), Кентукки (1992), Мэн (1976), Миннесота (2001), Монтана (1997), Небраска (1978), Невада (1993), Нью-Гэмпшир (1975), Нью-Джерси (1979), Нью-Мексико (1975), Нью-Йорк (1980/2001), Северная Дакота (1975), Огайо (1974), Орегон (1972), Пенсильвания (1980/1995), Род-Айленд (1998), Южная Дакота (1977), Теннесси (1996), Вермонт (1977), Вашингтон (1976), Западная Виргиния (1976), Висконсин (1983), Вайоминг (1977), Федеральный округ Колумбия (1993), а также и на других подконтрольных территориях: Американские Виргинские острова (1985), Гуам (1978), Северные Марианские острова (1983). Кроме того, уже после решения ВС США штат Миссури (2006) и территория Пуэрто-Рико (2005) ещё раз приняли соответствующие местные законы. Однако, даже при том, что Верховный суд США в 2003 году объявил «законы против содомии» антиконституционными, в некоторых штатах они, по-прежнему, формально не отменены.

## Обзор основных прав

### Регистрация однополых союзов
Законодательство США относит семейное право к юрисдикции штатов, поэтому вопрос о легализации однополых браков в США полностью лежит в руках правительств штатов. Принятый в 1996 году федеральный закон о защите брака определяет брак как союз мужчины и женщины и разрешает штатам не признавать однополые браки, заключённые в других штатах или государствах. 26 июня 2013 года Верховный суд США вынес решение о неконституционности третьей части Закона о защите брака. Это решение позволит однополым супругам получить те же федеральные льготы и пособия, что и разнополые, в том числе равные права в вопросах иммиграции, привилегии при службе в вооружённых силах и многие другие (всего 1138 прав и привилегий).
По состоянию на 23 января 2015 года однополые браки были разрешены в 37 штатах из 50 и в федеральном округе Колумбия. Кроме того, однополые пары могут регистрировать браки и на территориях, находящихся под юрисдикцией 22 индейских племён.
В 13 штатах однополые браки запрещены конституциями, в Пуэрто-Рико и на Американских Виргинских островах браки между лицами одного пола запрещены на законодательном уровне.
Согласно исследованиям Urban Institute, в 2007 году 35 % лесбиянок и 16 % геев в США имели как минимум одного родного ребёнка.

### Дискриминация ЛГБТ
По состоянию на ноябрь 2013 года в 21 штате и округе Колумбия действуют законы, запрещающие дискриминацию по признаку сексуальной ориентации на рабочем месте. Ещё в десяти штатах имеются специальные губернаторские постановления по данному вопросу. Аналогичный законопроект был внесён также и в Сенат США, который 4 ноября 2013 года проголосовал за внесение документа в повестку дня. При этом за рассмотрение проекта проголосовал 61 сенатор, против — 30. Данный законопроект регулярно предлагался на рассмотрение Сената США с 1994 года, однако до сих пор не находил достаточной поддержки сенаторов. Согласно социологическим опросам, более 80 % избирателей считают дискриминацию гомосексуалов на работе незаконной. В 2020 году Верховный суд США признал, что увольнение работника по признаку сексуальной ориентации или гендерной идентичности является нарушением нормы закона о гражданских правах 1964 года, запрещающей половую дискриминацию.
В Калифорнии и Нью-Джерси также законодательно запрещено применение репаративной терапии по отношении к несовершеннолетним.
В то же время, в марте 2015 года в штатах Арканзас и Индиана парламентом были приняты законы о защите свободы вероисповедания, которые разрешают гражданам отказывать в услугах клиентам по религиозным убеждениям. Власти Северной Каролины также заявили о намерении принять подобный законопроект. После протестов ЛГБТ-активистов губернатор Арканзаса Аса Хатчинсон отправил документ на доработку, чтобы устранить возможное ущемление прав ЛГБТ. Губернатор Индианы также обещал исправить документ. На практике принятие подобных законов означает, что флористы, фотографы и рестораторы могут отказывать однополым парам в обслуживании свадеб, не боясь обвинений в дискриминации.

### Служба в вооружённых силах
Дискриминирующая политика «Не спрашивай, не говори», принятая в 1993 году во времена правления президента Билла Клинтона и запрещающая служить в Вооружённых силах США гомосексуалам обоих полов, если они не скрывали свою сексуальную ориентацию, а также требующая от командования и сослуживцев не выяснять сведения о сексуальной ориентации военнослужащих, действовала в течение 17 лет, являясь источником политических дебатов и скандалов. Новый президент США Барак Обама выполнил своё обещание и 22 декабря 2010 года подписал закон об отмене принципа «Не спрашивай, не говори». Закон вступил в силу 20 сентября 2011 года. За 17 лет действия этого закона из рядов вооруженных сил по нему были уволены более 13 тысяч человек.
Первоначально планировалось, что военные разрешат службе открытым трансгендарам к июлю 2017 года. Однако в том месяце президент Трамп заявил в твите, что трансгендерным людям будет запрещено служить в армии. На следующий день председатель Объединенного комитета начальников штабов генерал Джозеф Данфорд сказал: "Никаких изменений в нынешней политике не будет до тех пор, пока не будет получено указание президента министром обороны и не будет издано руководство по осуществлению. Тем временем мы будем и впредь относиться ко всему нашему персоналу с уважением".
Позднее Трамп опубликовал 25 августа 2017 года докладную записку, в которой предписывалось, чтобы план реализации был представлен ему министром обороны и министром внутренней безопасности к февралю 2018 года. В ноябре 2018 года, администрация Трампа официально попросила Верховный суд вынести постановление по этому вопросу, несмотря на то, что суды низшей инстанции все еще рассматривали апелляции. 22 января 2019 года она предоставила временное разрешение администрации Трампа приступить к его запрету и 12 марта Министерство обороны опубликовало меморандум с описанием условий запрета, вступающего в силу 12 апреля 2019 года. Меморандум предоставляет некоторую защиту существующим военнослужащим, у которых уже был диагностирован диагноз. "Тем не менее, новые сотрудники должны служить по своему роду/полу и быть отстранены от службы, если они имеют недавнюю историю гендерной дисфории или если они когда-либо получали гормоны и хирургическое вмешательство, связанные с гендерным переходом". Два двухпартийных законопроекта в Конгрессе выступают против запрета.
Президент США Джо Байден 26 января 2021 года подписал указ, согласно которому трансгендерные люди имеют возможность проходить военную службу в армии страны, сообщает радиостанция Voice of America со ссылкой на заявление Белого дома.
В апреле 2021 года ВМС США сообщили, что впервые был сформирован полностью гомосексуальный экипаж американского корабельного многоцелевого вертолета SH-60 SeaHawk.

### Преступления на почве ненависти
Жестокое убийство Мэттью Шепарда на почве гомофобии, совершённое в 1998 году, вызвало возмущение многих людей в США и других странах и дало начало общественному движению за включение сексуальной ориентации и гендерной идентичности в число мотивов, по которым совершаются преступления на почве ненависти. Такие законы были приняты в ряде штатов США. Соответствующие поправки в общенациональное законодательство были приняты лишь в 2009 году и подписаны президентом Бараком Обамой.

### Донорство для мужчин, имеющих секс с мужчинами
Мужчины, практикующие секс с мужчинами (МСМ) долгое время не могли в США являться донорами крови. Причиной запрета, согласно данным Управления по санитарному надзору за качеством пищевых продуктов и медикаментов (FDA), является имеющийся у МСМ значительно более высокий уровень риска ВИЧ, гепатита B и некоторых других инфекций, которые могут передаваться при переливании крови. Пожизненный запрет действует на любое донорство для человека, имевшего хотя бы один гомосексуальный контакт после 1977 года. Мужчины, имевшие секс с мужчинами с 1977 года, в 60 раз чаще заражены ВИЧ, чем в среднем по популяции, в 800 раз чаще, чем первичные доноры крови, и в 8000 раз чаще, чем повторные доноры (данные Американского Красного Креста). При этом в ряде случаев медицинские тесты не могут своевременно выявить ВИЧ у потенциального донора.
23 декабря 2014 года Управление по санитарному надзору за качеством пищевых продуктов и медикаментов отменило пожизненный запрет донорства крови для МСМ, заменив его на 12-месячное ограничение. Таким образом, по новым правилам, к донорству крови, допускаются МСМ, в течение последних 12 месяцев воздерживающиеся от однополых сексуальных контактов. Такие же ограничения действуют, например, в отношении клиентов проституток, наркоманов и тем, кто ездил в страны с малярией, несмотря на то, что симптомы этого заболевания проявляются уже в течение 40 дней после инфицирования.
В январе 2022 года в связи с нехваткой донорской крови из-за пандемии COVID-19 сенаторы США призвали Управление по санитарному надзору за качеством пищевых продуктов и медикаментов (FDA) окончательно снять ограничения на донорство крови геями и бисексуалами.

### Тюремное заключение

#### Одиночное заключение
Более 8400 задержанных мигрантов - за пятилетний период, охватывающий администрацию Обамы и Трампа - были помещены в одиночную камеру, что по состоянию на май 2019 года остается постоянной практикой. В половине случаев лица, содержащиеся под стражей, подвергались наказанию, а в другой половине заключение было обусловлено психическими заболеваниями, физическими недостатками или сексуальной ориентацией. Журналисты выявили шесть самоубийств среди этой группы заключенных.

#### Супружеские визиты
В Соединенных Штатах четыре штата разрешают супружеские свидания с заключенными: Калифорния, Коннектикут, Нью-Йорк и Вашингтон; все эти штаты легализовали однополые браки в июне 2015 года. В июне 2007 года Калифорния, после принятия в 2005 году закона штата, обязывающего государственные ведомства предоставлять такие же права домашним партнерам, как и супружеским парам, стала первым в США штатом, разрешившим однополые брачные свидания. Новые правила разрешают свидания только зарегистрированным однополым супружеским парам или домашним партнерам, при условии, что однополый брак или домашнее партнерство были установлены до того, как заключенный был заключен в тюрьму. В Нью-Йорке до голосования по однополым визитам штат разрешил 27 из 60 своих помещений для однополых супружеских визитов, но этот закон не применялся в масштабах штата до апреля 2011 года. В 2014 как Нью-Мексико, так и Миссисипи запретили свидания с супругами.

## Защита от дискриминации

### Законы о борьбе с дискриминацией
Федеральный закон США прямо не предусматривает защиты от дискриминации по признаку сексуальной ориентации или гендерной идентичности. В июне 2020 года Верховный суд США постановил, что сексуальная ориентация и гендерная идентичность включены в категорию «пол» как запрещенное основание для дискриминации при приеме на работу в Законе о гражданских правах 1964 года. Решение может повлиять на другие федеральные гражданские права, запрещающие дискриминацию по признаку пола в сфере образования, здравоохранения, жилья и финансовых услуг. Явные и всесторонние меры защиты от дискриминации, основанные на сексуальной ориентации и гендерной идентичности, рассматриваются Конгрессом США в соответствии с Законом о равенстве.

#### Сфера занятости
Дискриминация при приеме на работу относится к дискриминационной практике приема на работу, такой как предвзятость при приеме на работу, продвижении по службе, назначении на работу, увольнении и компенсации, а также различные виды домогательств.
Не существует федерального закона, прямо касающегося дискриминации при приеме на работу по признаку сексуальной ориентации или гендерной идентичности. Однако в июне 2020 года Верховный суд США постановил, что сексуальная ориентация и гендерная идентичность включены в категорию «пол» как запрещенное основание для дискриминации при приеме на работу в Законе о гражданских правах 1964 года. Это фактически означает, что в США ни один работодатель не может уволить сотрудника на основании сексуальной ориентации или гендерной идентичности.
Двадцать четыре штата, округ Колумбия, Пуэрто-Рико, Гуам и более 140 городов и округов ввели запреты на дискриминацию по признаку сексуальной ориентации и/или сексуальной идентичности. Кроме того, в некоторых штатах действуют законы или постановления, запрещающие дискриминацию по признаку гендерной идентичности и/или сексуальной ориентации только на государственной службе.
Президенты также установили определенные меры защиты для некоторых служащих федерального правительства своим указом. В 1995 году Указ президента Билла Клинтона № 12968, устанавливающий критерии для выдачи разрешений безопасности, впервые включал сексуальную ориентацию в недискриминационной формулировке: "Правительство Соединенных Штатов не проводит дискриминацию по признаку расы, цвета кожи, религии, пола, национальности, происхождения, инвалидности или сексуальной ориентации при предоставлении доступа к секретной информации". В нем также говорилось, что «невозможность заключения» о пригодности для доступа к секретной информации «не может быть сделана исключительно на основании сексуальной ориентации сотрудника». Указ 13087 Клинтона от 1998 г. запрещал дискриминацию по признаку сексуальной ориентации в обслуживании федеральных гражданских кадров. Это относилось к подавляющему большинству федеральных служащих, но не к особым службам, таким как военные.
В начале 2010 года администрация Обамы включила гендерную идентичность в классы, защищенные от дискриминации в соответствии с полномочиями Комиссии по равным возможностям при трудоустройстве (EEOC). В 2012 году EEOC постановил, что Раздел VII Закона о гражданских правах 1964 года не допускает дискриминации при приеме на работу по признаку гендерной идентичности, поскольку это форма дискриминации по признаку пола.
21 июля 2014 г. президент Обама подписал Указ 13672, в котором «гендерная идентичность» добавлена к категориям, защищенным от дискриминации при найме на работу в федеральный гражданский персонал, а «сексуальная ориентация» и «гендерная идентичность» - к категориям, защищенным от дискриминации при найме и трудоустройстве со стороны подрядчиков и субподрядчиков федерального правительства. Соответствующий исполнительный указ Обамы 13673 требовал от федеральных подрядчиков доказательства соблюдения ими трудового законодательства, но президент Трамп отменил это требование 27 марта 2017 года.
По состоянию на 15 июня 2020 года все лица, работающие на работодателей, у которых трудоустроены 15 человек, защищены от дискриминации исключительно по признаку сексуальной ориентации или гендерной идентичности на основании знаменательного решения Верховного суда по делу Босток против округа Клейтон, штат Джорджия. Согласно опросу HuffPost / YouGov, проведенному несколько дней спустя, две трети зарегистрированных избирателей США согласны с решением Верховного суда о том, что законы о недопущении дискриминации в сфере занятости должны защищать ЛГБТ-идентичность.
В июне 2021 года исследование Института бизнес-ценностей IBM показало: 45 % американцев - представителей ЛГБТ считают, что работодатели подвергают их дискриминации из-за сексуальной ориентации. Исследователи обнаружили, что предполагаемая дискриминация оказалась более существенной, когда пересекались раса, пол и сексуальная ориентация.

#### Жилье
Управление справедливого жилищного строительства и равных возможностей (FHEO) - это агентство в составе Министерства жилищного строительства и городского развития США. FHEO отвечает за исполнение и соблюдение федеральных законов о справедливом жилищном обеспечении и разработку политики, обеспечивающей всем американцам равный доступ к жилью по своему выбору. Жилищная дискриминация относится к дискриминации потенциальных или нынешних арендаторов со стороны домовладельцев. В Соединенных Штатах нет федерального закона против такой дискриминации по признаку сексуальной ориентации или гендерной идентичности, но по крайней мере двадцать два штата и многие крупные города приняли законы, запрещающие ее. Примером подобного закона является Закон Вашингтона 2661.
В 2012 году Управление справедливого жилищного строительства и равных возможностей Министерства жилищного строительства и городского развития Соединенных Штатов издало постановление под названием «Равный доступ», запрещающее дискриминацию ЛГБТ в жилищных программах, финансируемых из федерального бюджета. Постановление обеспечивает доступность основных жилищных программ Департамента для всех лиц, имеющих на это право, независимо от сексуальной ориентации или гендерной идентичности. Однако в 2019 году была предпринята попытка ослабить регулирование. Управление справедливого жилищного строительства и равных возможностей отвечает за соблюдение ряда законов о справедливом жилищном обеспечении, которые запрещают дискриминацию как в частном, так и в государственном жилье, включая:
- Закон о справедливом жилищном обеспечении
- Раздел VI Закона о гражданских правах 1964 года
- Раздел 504 Закона о реабилитации 1973 г
- Раздел 109 Раздела I Закона о жилищном и общинном развитии 1974 г
- Раздел II Закона об американцах с ограниченными возможностями 1990 года
- Закон об архитектурных барьерах 1968 года
- Закон о возрастной дискриминации 1975 года
- Раздел IX Закона об образовании 1972 года

Среди знаковых гражданских дел о правах геев на жилье - Braschi v Stahl Associates Co. В 1989 году дело рассматривал Апелляционный суд Нью-Йорка, в котором было принято решение, что истец Мигель Браски после смерти своего партнера все равно являлся членом семьи погибшего и, таким образом, мог продолжать жить в квартире с контролируемой арендной платой, принадлежащей умершему партнеру.

#### Медицинское обслуживание
14 апреля 2010 года президент Барак Обама издал распоряжение Министерству здравоохранения и социальных служб о разработке новых правил для всех больниц, участвующих в программе Medicare или Medicaid. Им потребуются средства для предоставления прав посещения и принятия медицинских решений партнерам-геям и лесбиянкам, а также назначенным другими лицами, например, вдовам и вдовцам. Во многих штатах такие права не защищены законом. Барак Обама сообщил, что его вдохновил случай с семьей во Флориде, где одна из матерей умерла, а ее партнеру и четырем детям было отказано в посещении больницы. 12 июня 2020 года администрация Трампа издала новое правило, согласно которому сексуальная ориентация и гендерная идентичность не подпадают под действие антидискриминационной защиты закона о доступном медицинском обслуживании. Пока неясно, как на это правило повлияло решение Верховного суда США по делу Босток против округа Клейтон.

## Законы о преступлениях на почве ненависти
Законы о преступлениях на почве ненависти (также известные как законы о преступлениях на почве предвзятости) защищают от преступлений, мотивированных чувствами вражды в отношении определенной группы людей. До 2009 года федеральный закон 1969 года определял преступления на почве ненависти, совершаемых на почве расы, цвета кожи, религии или национального происхождения при участии в деятельности, охраняемой государством. В октябре 2009 года Конгресс США принял Закон Мэтью Шепарда и Джеймса Бёрда, который расширил определение преступлений на почве ненависти, включив в него гендер, сексуальную ориентацию, гендерную идентичность и инвалидность . Конгресс также отменил требование о том, чтобы жертва преступления на почве ненависти занималась деятельностью, охраняемой государством. Президент Обама подписал закон 28 октября 2009 г..
Два статута, Закон о статистике преступлений на почве ненависти (1990 г.) и Закон о праве на информацию о преступлениях на почве ненависти в университетских городках (1997 г.), требуют от Министерства юстиции США и Федерального бюро расследований (ФБР), а также от органов безопасности университетского городка / колледжа, собирать и публиковать статистику преступлений на почве ненависти.
В 46 штатах, округе Колумбия и Пуэрто-Рико действуют законы, предусматривающие уголовную ответственность за различные виды насилия или запугивания на почве предвзятости (исключение составляют штаты Арканзас, Джорджия, Южная Каролина и Вайоминг). Каждый из этих законов охватывает предвзятость по признаку расы, религии и этнической принадлежности; 32 охватывают инвалидность; 32 из них охватывают сексуальную ориентацию; 28 охватывают гендерную проблематику; 13 возраст согласия; 21 охватывает гендерную идентичность; пять охватывают политическую принадлежность.
31 штат и округ Колумбия имеют законы, создающие гражданское основание для иска, в дополнение к уголовному наказанию, за аналогичные деяния. Двадцать семь штатов и округ Колумбия имеют законы, требующие от штата собирать статистические данные о преступлениях на почве ненависти; 16 из них охватывают сексуальную ориентацию.
В деле Висконсин против Митчелла (1993) Верховный суд США единогласно постановил, что законы штата об усилении наказания за преступления на почве ненависти являются конституционными и не нарушают права Первой поправки на свободу мысли и выражения.

### Защита от гей-паники

#### Федеральные законы
В 2018 году сенатор Эд Марки и представитель Джозеф Кеннеди III представили S.3188 и HR6358, соответственно, которые запрещали бы федеральному преступнику утверждать в качестве защиты, что ненасильственные сексуальные действия, связанные с иным восприятием или верой, или гендерной идентичностью, или сексуальной ориентацией индивидуума, являются смягчающим или оправдывающим доводом. Оба законопроекта были отклонены комиссией. В июне 2019 года законопроект был повторно внесен в обе палаты Конгресса в качестве Закона о запрете гей- и транс-паники от 2019 года (S.1721 и H.R.3133).

#### Государственные законы
По состоянию на июль 2020 года 11 штатов запретили так называемую "защиту от гей-паники": Калифорния, Иллинойс, Род-Айленд, Коннектикут, Гавайи, Мэн, Невада, Нью-Йорк, Нью-Джерси, Вашингтон и Колорадо.

## Права трансгендерных людей в США
Показатели дискриминации очень высоки для трансгендерного сообщества и особенно среди трансгендерных людей с иным цветом кожи. Некоторыми частыми примерами дискриминации и другими формами притеснения, с которым часто сталкивается трансгендерное сообщество, является насилие и преступления на почве ненависти, бездомность, нищета, сексуальное насилие, дискриминация в сфере жилья, дискриминация в сфере занятости, домогательства, издевательства, непропорционально высокие показатели арестов и тюремного заключения, тюремное и иммиграционное насилие и жестокое обращение, чрезмерно унизительные досмотры службы безопасности в аэропортах, ВИЧ/СПИД и неравенство в области здравоохранения, правительственные/бюрократические барьеры на пути гендерного перехода (документы и требования к хирургии), экономические и социальные барьеры для перехода (высокая стоимость медицинской помощи и частый отказ в медицинской помощи). Некоторые (но не все), которые сталкиваются с увольнениями, обращаются к преступлениям выживания, таким как секс за деньги, чтобы иметь хоть какой-нибудь доход. С принятием Закона о борьбе с торговлей сексуальными услугами в Интернете (FOSTA) и Закона о борьбе с торговлей сексуальными услугами (SESTA), лица, которые обращаются к секс-работе, подвергаются большей опасности, потому что они вынуждены вернуться к более опасным методам поиска работы, таким как сутенеры и работа на улицах, чем интернет-форумы, где они смогли проверить клиентов.
Часто средства массовой информации и политики (и, как следствие, общество) сенсационизируют транссексуальную идентичность и усиливают угнетение. Осознавая эту тенденцию, в 2016 году коалиция из более чем 250 организаций по борьбе с сексуальными посягательствами и насилием в семье выпустила совместное письмо, осуждающее тенденцию изображать трансгендерных людей как неправдивых и вредных. Аналогичным образом, GLAAD выпустила руководство для журналистов, освещающее использование слов в отношении трансгендерного сообщества.
Многие защитники трансгендерных людей также выступают за преобразование комнат отдыха с одиночным проживанием и гендерной сегрегацией в комнаты отдыха с одиночным проживанием и всеми полами путем простого изменения признаков из-за высокого уровня домогательств и даже насилия, с которыми сталкивается сообщество трансгендерных людей при доступе к комнатам отдыха с гендерной сегрегацией в зависимости от их пола. Полностью гендерно/гендерно нейтральные туалеты также выгодны кормящим матерям, родителям с детьми разного пола и инвалидам. Защитники трансгендерных людей утверждают, что все гендерные туалеты, а также доступ к гендерным туалетам являются вопросом выбора, безопасности, частной жизни и достоинства.

### Удостоверение личности
Существуют и могут быть непоследовательными различные процедуры и требования в отношении изменения названий и гендерных показателей в свидетельствах о рождении, водительских удостоверениях, удостоверениях личности и паспортах социального страхования. Во многих штатах требуется операция по смене пола, чтобы изменить свое имя и гендерный маркер. Кроме того, документы, которые не совпадают друг с другом, могут создавать трудности при ведении личных дел, особенно тех, которые требуют множественных, совпадающих форм идентификации. Кроме того, сообщается, что наличие документов, которые не совпадают с представленностью того или иного лица по признаку пола, приводит к притеснениям и дискриминации.

#### Свидетельства о рождении
Штаты США принимают свои собственные законы о свидетельствах о рождении, а суды штатов выносят различные решения в отношении трансгендерных людей.
В большинстве штатов допускается изменение имени и пола в свидетельстве о рождении либо путем внесения поправок в существующее свидетельство о рождении, либо путем выдачи нового свидетельства, хотя в некоторых из них для этого требуется медицинское подтверждение операции по смене пола.
Только один штат - Теннесси по состоянию на декабрь 2020 - вообще не изменит пол в свидетельстве о рождении ни при каких обстоятельствах. В феврале 2020 года Палата представителей Айдахо приняла аналогичный законопроект.

#### Водительские удостоверения
Все штаты США допускают изменение гендерного маркера на водительских правах, хотя требования для этого варьируются в зависимости от штата. Зачастую требования к изменению своего водительского удостоверения менее жесткие, чем требования к изменению маркера в свидетельстве о рождении.
Иногда требования и законы штатов вступают в противоречие друг с другом и зависят друг от друга; например, трансгендерная женщина, которая родилась в Теннесси, но живет в Кентукки, не сможет изменить гендерный маркер на своих водительских правах в Кентукки. Это связано с тем, что в Кентукки требуется измененное свидетельство о рождении, отражающее точный пол человека, но штат Теннесси не меняет гендерных маркеров в свидетельствах о рождении.

#### Паспорта
Госдепартамент США определяет, какая идентификационная биографическая информация помещается в паспорта. 10 июня 2010 года в политику по гендерным изменениям были внесены поправки, позволяющие вносить постоянные изменения в гендерный маркер, с заявлением врача о том, что "у заявителя было соответствующее клиническое лечение для гендерного перехода к новому полу". Предыдущая политика требовала от хирурга заявления о том, что операция по смене пола была завершена

#### Вопрос о третьем гендере
По состоянию на 2017 год федеральное правительство США не признает третий гендер в паспортах или других национальных удостоверениях личности, хотя другие страны, включая Австралию, Новую Зеландию, Индию, Непал, Пакистан, Бангладеш, Германию, Мальту и Канаду, начали признавать это. Третий пол традиционно признается в ряде индейских культур как бердаши, в традиционной гавайской культуре как маху и как фаафафине в Американском Самоа. Аналогичным образом, иммигранты из традиционных культур, которые признают третий пол, выиграют от такой реформы, включая смешанный пол на юге Мексики и хиджра южноазиатских культур.
10 июня 2016 года окружной суд штата Орегон постановил, что житель Джейми Шупе может получить небанальное обозначение пола. Центр трансгендерного права считает это "первым решением такого рода в США".

### Законы о ванных комнатах
Законопроект о ванной комнате - это общее название законодательства или статута, определяющего доступ к общественным туалетам по полу или для трансгендерных людей. Законы по пользованию туалетом влияют на доступ человека к раздельным по половому признаку общественным туалетам на основании определения его пола, определенного различным образом, например, пола, указанного при рождении, его пола, указанного в свидетельстве о рождении, или соответствующего пола, в качестве их гендерной идентичности. Подобный закон может включать или исключать трансгендерных людей, в зависимости от вышеупомянутого определения их пола. Общественные туалеты унисекс - один из вариантов преодоления этого противоречия. Критики законопроектов, исключающих трансгендерных людей из туалетов, соответствующих их гендерной идентичности, утверждают, что они не делают общественные туалеты более безопасными для цисгендерных (не трансгендерных) людей и что они делают общественные туалеты менее безопасными как для трансгендерных людей, так и для негендерных лиц.
Кроме того, критики утверждают, что не было случаев нападения трансгендерных людей на цисгендерных в общественном туалете, хотя был хотя бы один единичный случай вуайеризма в примерочной. Для сравнения, гораздо больший процент трансгендерных людей подвергался словесным, физическим и сексуальным домогательствам или нападениям со стороны цисгендерных людей в общественных местах. По этим причинам полемика по поводу доступа трансгендерных людей к туалету была названа моральной паникой. Сторонники говорят, что такое законодательство необходимо для сохранения конфиденциальности, защиты того, что, по их утверждениям, является врожденным чувством скромности, которым обладает большинство цисгендерных людей, предотвращения вуайеризма, нападений, приставаний и изнасилований и сохранения психологического комфорта. Один законопроект о ванных комнатах, Закон о конфиденциальности и безопасности общественных помещений в Северной Каролине, был одобрен в качестве закона в 2016 году, хотя отдельные меры были позже отменены в 2017 году в рамках компромисса между губернатором-демократом и законодательным собранием, контролируемым республиканцами.

## Права интерсексов
Интерсексы в Соединенных Штатах имеют некоторые из тех же прав, что и другие люди, но с существенными пробелами, особенно в защите от косметических медицинских вмешательств без согласия, от насилия и дискриминации. Проводится много медицинских операций без согласия, чтобы "исправить" этих людей, когда они только родились или еще находятся в молодом возрасте. Некоторых также начинают лечить гормональной терапией для того, чтобы их организм постепенно развивался в сторону того пола, который был указан при рождении. В августе 2018 года законодательное собрание штата Калифорния приняло закон, который осуждает эти виды операций. Этот закон наделяет несовершеннолетних интерсексов правами участвовать в принятии решений о проведении операций на их теле, и поэтому операции откладываются до тех пор, пока человек не станет достаточно взрослым для понимания процесса принятия решений и участия в нем. В последние годы активисты за права интерсексуалов добились некоторых форм юридического признания.

## История решений Верховного суда США по правам ЛГБТ
В марте 1956 года Федеральный окружной суд постановил, что журнал ONE: The Homosexual Magazine был непристойным по федеральным законам Комстока и, таким образом, не мог быть отправлен через Почтовую службу США. Это решение было поддержано Апелляционным судом 9-го округа, но в 1958 году Верховный суд вынес знаковое решение по делу One, Inc. v. Olesen (1958), которое отменило предыдущие постановления в соответствии с новым правовым прецедентом, который был установлен в историческом деле Рот против Соединенных Штатов (1957). В результате гей-газеты, журналы и другие издания могут на законных основаниях распространяться через государственную почтовую службу.
22 мая 1967 года Верховный суд вынес решение по делу Бутилье против Службы иммиграции и натурализации (1967), об утверждении Закона об иммиграции и гражданстве 1952 года, который, среди прочего, запретил иммигрировать гомосексуалам.
В 1972 году в Такоме, штат Вашингтон, учитель с двенадцатилетним опытом был уволен с должности заместителя директора после жалобы бывшего студента. Верховный суд Вашингтона установил, что гомосексуализм был аморальным и снижал его эффективность как учителя. Суд поддержал свой вывод различными способами, включая определение гомосексуальности в "Новой католической энциклопедии", преступный характер гомосексуального поведения и вывод о том, что нельзя доверять "аморальному" человеку, чтобы он обучал студентов, поскольку его присутствие будет по своей сути разрушительным. 3 октября 1977 года Верховный суд отказал в истребовании дела, хотя судьи Бреннан и Маршалл были за пересмотр дела. Это было первое решение о гомосексуальной дискриминации, которое было опубликовано в теленовостях. Фактически, это решение одновременно транслировалось на всех трех вечерних новостных шоу на телевидении, охватив около 60 миллионов зрителей.
В 1985 году Верховный суд рассмотрел дело Совет по образованию против Национальной целевой группы по геям, которое касалось первой и четырнадцатой поправок, оспаривающих закон, разрешающий школам увольнять учителей за публичное гомосексуальное поведение. Суд подтвердил решение суда низшей инстанции раздельным голосованием 4-4 позволив постановлению десятого округа, которое частично отменило закон, не создавая прецедента.
Кроме того, в 1985 Верховный суд отказал в рассмотрении апелляции по делу Gay Student Services против Texas A & M University, разрешив вынести апелляционное решение, предписывающее университету обеспечить официальное признание студенческой организации для студентов-гомосексуалистов.
30 июня 1986 года Верховный суд США постановил по делу Боуэрс против Хардвика, что однополое интимное поведение не защищено правом на неприкосновенность частной жизни, установленным Четырнадцатой поправкой.
20 мая 1996 года Верховный суд США вынес решение по делу Ромер против Эванса против поправки к конституции штата Колорадо, которая помешала бы любому городу, городу или округу штата принять какие-либо законодательные, исполнительные или судебные меры для защиты гомосексуальных или бисексуальных граждан от дискриминации по признаку их сексуальной ориентации.
4 марта 1998 года Верховный суд Соединенных Штатов постановил по делу Онкейл против Sundowner Offshore Services, что федеральные законы, запрещающие сексуальные домогательства на работе, также применяются, когда обе стороны являются лицами одного пола. Однако нижестоящие суды пришли к различным выводам относительно того, применяется ли это постановление к домогательствам, мотивированным антигейским анимусом.
28 июня 2000 года Верховный суд Соединенных Штатов постановил по делу Бойскауты Америки против Дейла, что бойскауты Америки имеют право первой поправки исключать людей из своей организации на основании сексуальной ориентации, независимо от применимых законов о гражданских правах.
26 июня 2003 года Верховный суд вынес решение по делу Лоуренс против Техаса, что интимное сексуальное поведение по обоюдному согласию является частью свободы, защищаемой надлежащей правовой процедурой по существу в соответствии с четырнадцатой поправкой. Мнение большинства, написанное судьей Энтони Кеннеди, прямо отменило решение Бауэрса против Хардвика 1986 года, в котором законы о содомии были конституционными.
Спустя десять лет после решения Лоуренса Верховный суд постановил 26 июня 2013 года 5-4 голосами по делу США против Виндзора, что раздел 3 Закона о защите брака, запрещавший федеральному правительству признавать законно заключенные однополые браки, был признан нарушающим Пятую поправку. Затем федеральное правительство стало признавать законно заключенные однополые браки и предоставлять федеральные права, привилегии и льготы.
26 июня 2015 года Верховный суд постановил по делу Обергефелл против Ходжеса, что однополые браки не могут быть запрещены государством. Следовательно, однополые браки лицензируются и признаются действительными и вступают в силу во всех штатах и районах, подпадающих под юрисдикцию Конституции США.
15 июня 2020 года Верховный суд США постановил, что меры защиты, предусмотренные разделом VII Закона о гражданских правах 1964 года, также распространяются на и на ЛГБТ, таким образом, запрещается дискриминация по признаку сексуальности или гендерной идентичности на рабочих местах с 15 или более сотрудниками.
USA Today после этого заявила, что в дополнение к дискриминации в области занятости ЛГБТ "Решение суда, вероятно, окажет огромное влияние на федеральные законы о гражданских правах, запрещающие дискриминацию по признаку пола в сфере образования, здравоохранения, жилья и финансовых кредитов".

## История прав ЛГБТ при президентах США

### Джордж Вашингтон

#### Главнокомандующий Континентальной армией
Для обучения новой американской армии новейшим военным учениям и тактике генерал Джордж Вашингтон привлёк Фридриха Вильгельма фон Штойбена, который был офицером германского генштаба. Фон Штюбен бежал из Германии, где ему угрожали преследованием за гомосексуализм. Он присоединился к армии Вашингтона в Велли-Фордж в феврале 1778 года в сопровождении двух молодых помощников. Штойбен стал американским генералом и старшим советником в Вашингтоне. Несмотря на слухи о сексуальном поведении на его вечеринках, расследования в отношении Штойбена так и не было, и он получил пенсию Конгресса после войны.
Первые свидетельства дискриминации гомосексуалов, служащих в армии США, датируются 11 марта 1778 года, когда лейтенант Фредерик Готхольд Энслин предстал перед военным судом. Согласно докладу генерала Вашингтона: "... Лейтенант. Энслин из полка полковника Малкольма пытался совершить содомию "... Секретарь Вашингтона так описал результаты судебного процесса: "Его превосходительство Главнокомандующий утверждает приговор и вместе с ощущением мерзости и опасностью сдерживанием таких печально известных преступлений приказывает лейтенанта Энслину с позором расжаловать из военного лагеря завтра утром"

### Джон Адамс
В 1801 году Конгресс принял Органический акт округа Колумбия 1801 года, который продолжал все уголовные законы Мэриленда и Виргинии в теперь официально структурированном округе, причем законы Мэриленда применяются к той части округа, которая уступлена из Мэриленда, и законы Виргинии, которые применяются к этой части, уступленной из Виргинии. В то время в Мэриленде действовал закон о содомии, применимый только к свободным мужчинам с наказанием "труд на любое время, по своему усмотрению, не превышающий семи лет за одно и то же преступление, на дорогах общего пользования указанного округа, или при изготовлении, ремонте или очистке улиц или газона города Балтимор наказывается смертной казнью для рабов, совершивших содомию. Точно так же Виргиния имела наказание в виде 1-10 лет для свободных лиц, совершающих содомию, но назначала смертную казнь для рабов, совершающих содомию. Закон вступил в силу 27 февраля 1801 года.

### Томас Джеферсон

#### Губернатор Вирджинии
В 1779 году Томас Джефферсон написал в Виргинии закон, в котором предусматривалось максимальное наказание в виде кастрации для мужчин, занимающихся содомией. Однако то, что было задумано Джефферсоном как либерализация законов о содомии в Виргинии в то время, было отклонено Законодательным собранием Виргинии, которое продолжало предписывать смерть как максимальное наказание за преступление содомии в этом штате

### Эндрю Джексон
В 1831 году Конгресс установил наказания в округе Колумбия за ряд преступлений, но не за содомию. В нем указывалось, что «любое другое уголовное преступление, проступок или правонарушение, не предусмотренное этим законом, может и должно быть наказано так же, как и прежде» В то время в Мэриленде и Виргинии было наказание сроком от 1 до 10 лет за содомию. Он вступил в силу 2 марта 1831 г..

### Уильям Генри Харрисон

#### Губернатор территории Индиана
В 1807 году Уильям Генри Харрисон подписал всеобъемлющий уголовный кодекс, который включал в себя первый закон о содомии на территории Индианы, который устранил гендерные особенности, снизил наказание на срок от 1 до 5 лет тюрьмы и штраф от 100 до 500 долларов, до 500 ударов плетью по спине и безвозвратная потеря гражданских прав.

### Бенджамин Гаррисон
В 1892 году Конгресс принял закон для округа Колумбия, который гласил все «для сохранения общественного спокойствия и защиты собственности в округе Колумбия». В законе к бродягам были отнесены "все публичные проститутки и все такие люди, которые ведут заведомо непристойный или похотливый образ жизни" Все преступники должны были внести залог в размере до 200 долларов за хорошее поведение на срок в шесть месяцев. Закон вступил в силу 29 июля 1892 г..

### Уильям Мак-Кинли
В 1898 году Конгресс удалил слово «заведомо» из положения, касающегося непристойного или распутного образа жизни, тем самым разрешив преследование лиц без условия дурной славы. Залог за хорошее поведение был увеличен до 500 долларов, а закон стал нейтральным с гендерной точки зрения. Закон вступил в силу 8 июля 1898 г. В 1901 году Конгресс принял новый кодекс округа Колумбия, который прямо признал преступления по общему праву с наказанием за них до пяти лет и/или штрафом в 1000 долларов. Закон вступил в силу 3 марта 1901 г.

### Вудро Вильсон
14 декабря 1916 года президент Вудро Вильсон наложил вето на Закон об иммиграции 1917 года, который исключал въезд в Соединенные Штаты лиц, признанных «умственно неполноценными» или имеющих «конституционную психопатическую неполноценность». Аналогичное определение гомосексуалистов Службой общественного здравоохранения использовалось одновременно Службой иммиграции и натурализации США для усиления формулировки Закона об иммиграции 1917 года и эффективного запрета всех гомосексуальных иммигрантов, раскрывающих свой статус сексуального меньшинства.
5 февраля 1917 года Конгресс отменил вето Вильсона, превратив Закон об иммиграции 1917 года в закон. 1 марта 1917 года вводятся в действие статьи о войне 1916 года. Это включало пересмотр Статей войны 1806 года, новые правила подробно описывают статуты, регулирующие военную дисциплину и правосудие США. В категории «Прочие преступления и правонарушения» статья 93 гласит, что любое лицо, подпадающее под действие военного законодательства, которое совершает «нападение с намерением совершить содомию», должно быть наказано в соответствии с решением военного трибунала . 4 июня 1920 года Конгресс внес изменения в статью 93 Статей о войне 1916 года. Она была изменена, чтобы сделать сам акт содомии преступлением, отдельным от преступления нападения с целью совершения содомии. Он вступил в силу 4 февраля 1921 года.

### Франклин Рузвельт

#### Помощник Министра ВМФ
В 1919 году помощник министра флота от Демократической партии Франклин Д. Рузвельт потребовал расследования «порока и разврата» в морских службах после спецоперации, в ходе которой тайные оперативники пытались соблазнить моряков, подозреваемых в гомосексуализме, уже начавшемся на военно-морской базе в Ньюпорте, Род-Айленд. По крайней мере 17 моряков были заключены в тюрьму и преданы военному суду, прежде чем общественный резонанс побудил комитет Сената под руководством республиканцев осудить методы операции. Рузвельт отрицал, что знал, что была использована ловушка, или что он одобрил бы это.

#### Президентство
В 1935 году Конгресс принял закон для округа Колумбия, который объявил преступлением «любое лицо, которое приглашает, соблазняет, убеждает или обращается с целью приглашения, соблазнения или убеждения любого человека или лиц сопровождать, идти с ним, следовать за ним или ею до его или ее места жительства, или в любой другой дом или здание, ограждение или другое место с целью проституции или любой другой аморальной или непристойной цели". Он наложил штраф в размере до 100 долларов США, тюремное заключение сроком до 90 дней, и судам было разрешено «навязывать условия» любому, кто осужден по этому закону, включая «медицинское и психическое обследование, диагностику и лечение соответствующими органами здравоохранения и социального обеспечения, и такие другие условия, которые суд может счесть лучшими для защиты общества, а также наказания, контроля и реабилитации обвиняемого". Закон вступил в силу 14 августа 1935 года. В 1941 году Конгресс принял новый закон о вымогательстве для округа Колумбия, в котором «бродягой» считалось любое лицо, которое «участвует в блуде или извращениях по найму или совершает их по найму». Закон вступил в силу 17 декабря 1941 г..

### Гарри Трумэн
В 1948 году Конгресс принял первый закон о содомии в округе Колумбия, который устанавливал наказание в виде тюремного заключения до 10 лет или штрафа в размере до 1000 долларов за содомию. В этот закон о содомии также были включены закон о правонарушителях-психопатах и закон, «предусматривающий лечение сексуальных психопатов в округе Колумбия и для других целей». Закон вступил в силу 9 июня 1948 г.
5 мая 1950 года Конгресс принял Единый кодекс военной юстиции, подписан закон был президентом Гарри С. Трумэном и вступил в силу 31 мая 1951 года. Статья 125 запрещает мужеложство среди всех военнослужащих, определяя его как "любое лицо, подпадающее под действие данной главы, которое участвует в неестественном плотском совокуплении с другим лицом того же или противоположного пола или с животным, виновно в содомии. Проникновение, даже небольшое, достаточно для завершения преступления"
25 июня 1952 года президент Трумэн наложил вето на Закон об иммиграции и гражданстве 1952 года, поскольку он считал этот закон «антиамериканским» и дискриминационным. Законопроект запрещает въезд в США "иностранцам, страдающим психопатической личностью, эпилепсией или психическим дефектом". Позже Конгресс отменит его вето и внесет закон в закон.

### Дуайт Д. Эйзенхауэр
27 апреля 1953 года президент Дуайт Д. Эйзенхауэр подписал Указ № 10450, запрещающий федеральным служащим быть членами группы или организации, считающейся государственно важной. В приказе «сексуальные извращения» указаны как угроза безопасности, являющаяся основанием для увольнения или отказа в приеме на работу. Приказ вступил в силу 27 мая 1953 г..
Без прямого упоминания гомосексуализма, указ был ответом на несколько лет обвинений в том, что присутствие сотрудников-гомосексуалистов в Государственном департаменте создает риск шантажа. Генеральный прокурор Герберт Браунелл-младший объяснил, что новый порядок был разработан таким образом, чтобы охватить как риски лояльности, так и риски безопасности, и он различал эти два аспекта: "Сотрудники могут представлять угрозу безопасности и при этом не проявлять лояльности или иметь какие-либо предательские мысли, но может быть так, что их личные привычки таковы, что они могут стать объектом шантажа со стороны людей, стремящихся подорвать безопасность нашей страны".
Пресса признала революционный характер нового указа. The Washington Post сообщила, что указ установил не тест на лояльность, а «тест на пригодность». Некоторые в правительстве сослались на свою новую программу «целостность-безопасность». Среди тех, кого пресса ожидала отстранения от работы на федеральном уровне, были «человек, который слишком много пьет», «неисправимые сплетни», «гомосексуалисты» и «невротики».
В 1953 году Конгресс изменил закон о привлечении предложений в округе Колумбия, так что срок тюремного заключения на срок до 90 дней был сохранен, но максимальный штраф был повышен до 250 долларов, а также ссылка на право судей «налагать условия» на подсудимых был удален. Закон вступил в силу 29 июня 1953 г.

### Линдон Б. Джонсон

#### Сенатор Техаса
2 февраля 1950 года сенатор Линдон Б. Джонсон проголосовал за Единый кодекс военной юстиции.

#### Президентство
19 октября 1964 года Уолтер Дженкинс, давний помощник президента Джонсона, был арестован полицией округа Колумбия в туалете YMCA. Он и еще один мужчина были привлечены к уголовной ответственности за нарушение общественного порядка.
Американский фонд психического здоровья, вызвавший разногласия перед президентскими выборами 1964 года, написал письмо президенту Джонсону, протестуя против «истерии» вокруг этого дела: "Частная жизнь и склонности гражданина, государственного служащего или нет, не обязательно имеют какое-либо отношение к его способностям, полезности и чувству ответственности в его профессии. Тот факт, что человек является гомосексуалистом, как это явно подразумевается в случае мистера Дженкинса, сам по себе не делает его более нестабильным и более опасным для безопасности, чем любой гетеросексуальный человек".
После переизбрания во время своего второго срока 3 октября 1965 года Джонсон подписал Закон об иммиграции и гражданстве 1965 года, который добавлял «сексуальные отклонения» в качестве медицинского основания для отказа во въезде в Соединенные Штаты потенциальным иммигрантам. Закон вступил в силу 30 июня 1968 г..

### Ричард Никсон

#### Президентство
В августе 1970 года Ричард Никсон по вопросу об однополых браках сказал: «Я не могу зайти так далеко; это год 2000! Негры и белые, хорошо. Но до этого слишком далеко!»
В 1972 году Альянс гей-активистов Сан-Франциско распался и сформировал Лигу геев-избирателей, группу, которая выступала за переизбрание президента Ричарда Никсона.
В октябре 1972 года представитель Комитета по переизбранию президента обратился к избирателям-геям от имени кампании Ричарда М. Никсона в Сан-Франциско. Мероприятие было организовано Лигой гей-избирателей Сан-Франциско.
В 1973-74 годах на волне насилия против ЛГБТ-людей действовали «Лавандовые пантеры» — вооруженная группа самообороны геев, лидером которой был преподобный Рэймонд Брошерс, гомосексуал и проповедник-пятидесятник.

### Джеральд Форд

#### Лидер меньшинства Палаты представителей и представитель 5-го избирательного округа штата Мичиган
25 августа 1965 года член палаты представителей Джеральд Форд проголосовал за Закон об иммиграции и гражданстве 1965 года.

#### Президентство
5 марта 1976 года, когда его спросили о проблеме прав геев в отношении найма, занятости и жилья, Джеральд Форд сказал: «Я понимаю, что это очень новая и серьезная проблема в нашем обществе. Я всегда старался быть понимающим человеком в том, что касается людей, которые отличаются от меня. Это не означает, что я согласен или согласен с тем, что они делают или с их положением в обществе. Я думаю, что это проблема, с которой мы должны столкнуться к, и я не могу дать вам точного ответа сегодня вечером. Было бы нечестно сказать, что в этих очень сложных обстоятельствах есть простой ответ».
В 1976 году, во время президентской кампании того года, президент Джеральд Форд был «атакован» активистами в Анн-Арборе, штат Мичиган, из-за федеральных иммиграционных правил. Протесты вынудили президента Форда признать, что он не знал, что гомосексуализм использовался в качестве основания для исключения в иммиграционных постановлениях.

#### Пост президентства
Джеральд Форд, как бывший президент, в 1977 году официально выступил против Инициативы Бриггса, которая стремилась запретить гомосексуалистам преподавать в государственных школах. В октябре 2001 года он порвал с консервативными членами Республиканской партии, заявив, что к парам геев и лесбиянок «следует относиться одинаково. Точка». Он стал самым высокопоставленным республиканцем, признавшим полное равенство геев и лесбиянок, заявив о своей убежденности в том, что должна быть внесена федеральная поправка, запрещающая дискриминацию в сфере труда против геев, и выразив надежду, что Республиканская партия обратится к избирателям среди геев и лесбиянок.
Он также был членом Республиканской коалиции за единство, которую The New York Times охарактеризовала как «группу видных республиканцев, включая бывшего президента Джеральда Р. Форда, стремящихся сделать сексуальную ориентацию не проблемой для Республиканской партии».

### Джимми Картер

#### Пост губернатора Джорджии
В феврале 1976 года Картер заявил, что выступает против дискриминации по признаку сексуальной ориентации, но в июне 1976 года он отказался от поддержки своей позиции по правам геев на платформе Демократической партии.

#### Президентство
В 1977 году под руководством Джимми Картера была отменена политика, запрещавшая трудоустройство геев на политической и в налоговой службе. В том же году четырнадцать активистов-геев и лесбиянок были приглашены в Белый дом с первым официальным визитом. Джимми Картер публично выступил против Инициативы Бриггса. Однако в марте 1980 года Картер выступил с официальным заявлением, в котором указывалось, что он не будет издавать указ, запрещающий дискриминацию гомосексуалистов в федеральном правительстве США, и что он не поддержит включение доски по правам геев в платформу Демократической партии.
В сентябре 1980 года Министерство юстиции США объявило, что иммиграционным чиновникам больше не разрешается спрашивать, является ли человек, въезжающий в Соединенные Штаты, геем и, следовательно, не имеет права на въезд. Человеку будет отказано во въезде в Соединенные Штаты только в том случае, если путешественник назвал себя геем сотруднику иммиграционной службы.

#### После президентства
В 2004 году Картер выступил за гражданские союзы и заявил, что «выступает против всех форм дискриминации по признаку сексуальной ориентации и считает, что должна быть равная защита в соответствии с законом для людей, различающихся по сексуальной ориентации» .
В 2007 году он призвал отменить запрет на присутствие геев в армии. В марте 2012 года Джимми Картер высказался за однополые браки.

### Рональд Рейган

#### Пост губернатора Калифорнии
Национальные республиканцы из бревенчатых хижин (LCR) была сформирована в 1978 году для борьбы с Калифорнийской инициативой Бриггса, инициативой голосования, которая запретила гомосексуалистам преподавать в государственных школах. Отделение усердно работало и успешно убедило губернатора Рейгана публично выступить против этой меры Рейган написал статью против Инициативы Бриггса, в которой он написал: «Как бы то ни было, гомосексуализм не является заразной болезнью, как корь. Преобладающее научное мнение заключается в том, что сексуальность человека определяется в очень раннем возрасте и что детские учителя на это не влияют».

#### Президентство
Во время предвыборной кампании 1980 года он говорил о движении за гражданские права геев: "Меня критикуют за то, что [гей-движение] требует не только гражданских прав; они требует признания и принятия альтернативного образа жизни, которому, как я считаю, общество не может потворствовать, и я не могу".
Во время правления Рейгана не было принято никаких законов о гражданских правах для ЛГБТ. Кроме того, некоторые ЛГБТ-группы критиковали Рейгана за то, что он якобы игнорировал (из-за неспособности адекватно решить или финансировать) растущую эпидемию СПИДа, даже несмотря на то, что в 1980-х годах она унесла тысячи жизней.
Главный хирург Рейгана с 1982 по 1989 год, доктор Эверетт Куп, утверждает, что его попытки решить эту проблему были заблокированы администрацией Рейгана. По словам Купа, преобладающая точка зрения администрации Рейгана заключалась в том, что «передача СПИДа понималась в первую очередь среди гомосексуалистов и среди тех, кто злоупотреблял внутривенными наркотиками», и поэтому люди, умирающие от СПИДа, «получали только то, что они справедливо заслуживали"
18 августа 1984 года президент Рейган выступил с заявлением по вопросу об однополых браках, которое гласило: "Общество всегда считало супружескую любовь священным выражением связи между мужчиной и женщиной. Это средство, с помощью которого создаются семьи, а само общество расширяется в будущее. В иудео-христианской традиции это средство, с помощью которого муж и жена вместе с Богом участвуют в создании новой человеческой жизни. Именно по этим причинам, среди прочего, наше общество всегда стремилось защитить эти уникальные отношения. Отчасти размывание этих ценностей уступило место воспеванию наиболее отвергаемых форм выражения. Мы будем сопротивляться попыткам некоторых добиться одобрения гомосексуализма со стороны правительства".
Рональд Рейган сделал этот комментарий в ответ на анкету консервативных издателей Президентского библейского табло, сборника журнального типа прошлых заявлений и протоколов голосования национальных кандидатов.
В 1981 году, во время празднования 60-летия Нэнси Рейган, декоратор интерьера Белого дома Тед Грабер провел ночь в частном доме Рейганов в Белом доме со своим возлюбленным Арчи Кейсом.

### Джордж Герберт Уокер Буш

#### Вице-президентство
В 1988 году кандидат от Республиканской партии вице-президент Джордж Буш-старший одобрил план защиты людей, больных СПИДом, от дискриминации .

#### Президентство
В качестве президента Джордж Буш подписал закон, расширяющий права геев. 23 апреля 1990 года Джордж Буш подписал Закон о статистике преступлений на почве ненависти, который требует от генерального прокурора сбора данных о преступлениях, совершенных на почве расы, религии, инвалидности, сексуальной ориентации или этнического происхождения жертвы. Это был первый федеральный закон, который «признавал и именовал геев, лесбиянок и бисексуалов».
26 июля 1990 года Джордж Буш подписал Закон 1990 года об американцах с ограниченными возможностями.
29 ноября 1990 года Буш подписал Иммиграционный закон. Закон 1990 года, который убрал фразу «сексуальное отклонение» из Закона об иммиграции и гражданстве, так что она больше не может использоваться в качестве основания для запрета иммиграции в США для гомосексуалистов
В телеинтервью Буш сказал, что если бы он узнал, что его внук был геем, он «полюбил бы своего ребенка», но сказал ему, что гомосексуализм - это ненормально, и отговорил его от работы в защиту прав геев. В феврале 1992 года председатель кампании Буша-Куэйла встретился с Национальной целевой группой геев и лесбиянок.
В мае 1992 года он назначил Анн-Имельду Радиче исполняющей обязанности председателя Национального фонда искусств.
Уступив позиции на праймериз президента-республиканца 1992 года в пользу крайне правого соперника президента Буша, Пэта Бьюкенена, кампания Буша повернула в сторону консерватизма, и президент Буш публично осудил однополые браки.
Республиканский съезд Бревенчатой Хижины 1992 года проводился в Спринг, штат Техас, пригороде Хьюстона. Главный обсуждаемый вопрос заключался в том, одобрит ли LCR переизбрание президента Джорджа Буша-младшего. Группа проголосовала за то, чтобы отрицать эту поддержку, потому что Буш не осудил анти-гомосексуальную риторику на Республиканском национальном съезде 1992 года.
Многие в гей-сообществе считали, что президент Буш недостаточно сделал для борьбы со СПИДом. Урваши Вайд утверждает, что риторика Буша против геев «побудила консервативных геев-демократов и лояльных геев-республиканцев, которые помогли победить Дукакис в 1988 году, поддержать Клинтон».
В 1992 году Совет округа Колумбия принял «Акт о расширении льгот для здоровья», который был подписан мэром Вашингтона, округ Колумбия. Законопроект, устанавливающий семейные отношения в округе Колумбия, вступил в силу 11 июня 1992 года. Каждый год с 1992 по 2000 год республиканское руководство Конгресса США добавляло пункты к законопроекту об ассигнованиях округа Колумбия, который запрещал использование федеральных или местных средств для выполнения Закона о расширении льгот на здравоохранение.

#### После президентства
В 2013 году бывший президент Джордж Буш был свидетелем на однополой свадьбе Бонни Клемент и Хелен Торгалсен, которые вместе владеют магазином в штате Мэн.
В 2015 году газета The Boston Globe сообщила, что Буш «предлагал провести церемонию, но имел конфликт в расписании».

### Билл Клинтон

#### Губернаторство Арканзаса
В 1992 году губернатор Билл Клинтон, как кандидат в президенты, выступил с публичным заявлением в поддержку отмены закона Арканзаса о гомосексуализме.
Также в 1992 году Кампания за права человека, крупнейшая в Америке правозащитная организация ЛГБТ, впервые в 1992 году одобрила кандидатуру президента Билла Клинтона .

#### Президентство
Наследие Билла Клинтона в области прав геев вызывает споры. Активист за права ЛГБТ Ричард Сокаридес считает Клинтона первым президентом, публично отстаивавшим права геев [222], но подписание Клинтоном директив "Не спрашивай, не говори" и "Закон о защите брака" привело таких критиков, как Эндрю Салливан, к утверждению, что Клинтон был критиком, а не союзником движения за права ЛГБТ. хотя "Закон о защите брака" прошел Конгресс с защищенным от вето большинством в Палате представителей и Сенате.
В декабре 1993 года Клинтон ввел в действие директиву Министерства обороны, известную как «Не спрашивай, не говори», которая разрешала мужчинам и женщинам-геям служить в вооруженных силах при условии, что они держат свою сексуальность в секрете, и запрещала военным узнать о сексуальной ориентации человека.
Эта политика была разработана как компромисс после того, как предложение Клинтона разрешить геям открыто служить в вооруженных силах встретило стойкое сопротивление со стороны видных республиканцев и демократов в Конгрессе, включая сенаторов Джона Маккейна и Сэма Нанна. По словам Дэвида Микснера, поддержка Клинтоном компромисса привела к горячему спору с вице-президентом Элом Гором, который считал, что «президент должен отменить запрет ... даже несмотря на то, что [его распоряжение] обязательно будет отменено Конгрессом».
Некоторые защитники прав геев критиковали Клинтона за то, что он не зашел достаточно далеко, и обвинили его в том, что он дал обещание в рамках своей кампании получить голоса и взносы.
Их позиция заключалась в том, что Клинтон должен был интегрировать вооруженные силы указом президента, отметив, что президент Гарри Трумэн использовал указ президента для расовой десегрегации вооруженных сил. Защитники Клинтона утверждают, что постановление правительства могло побудить Сенат закрепить в законе исключение геев, что потенциально затруднило бы интеграцию вооруженных сил в будущем.
Позже, в 1999 году, во время своего президентства, Клинтон подверг критике способ реализации этой политики, заявив, что он не думает, что какой-либо серьезный человек может сказать, что она не «не в порядке».
21 сентября 1996 года Клинтон подписал "Закон о защите брака", который определяет брак для федеральных целей как законный союз одного мужчины и одной женщины, позволяющий отдельным штатам отказываться признавать однополые браки, заключенные в других штатах.
Пол Яндура, выступая от представительства геев и лесбиянок Белого дома, сказал, что подписание Клинтоном Закона о защите брака «было политическим решением, которое они приняли во время переизбрания». В защиту своих действий Клинтон заявил, что Закон о защите брака было попыткой «предотвратить попытку послать в штаты поправку к конституции, запрещающую однополые браки», что он назвал весьма вероятным в контексте «очень реакционного Конгресса».
Представитель администрации Ричард Сокаридес сказал: «…альтернативы, которые мы знали, будут намного хуже, и пришло время двигаться дальше и переизбрать президента». Другие были более критичными. Ветеран прав геев и активист однополых браков Эван Вулфсон назвал эти утверждения «историческим ревизионизмом». В редакционной статье «Нью-Йорк Таймс» от 2 июля 2011 г. было высказано мнение, что «Закон о защите брака был принят в 1996 году как вопрос клина в год выборов, подписанный президентом Биллом Клинтоном в один из худших моментов его политики».
Несмотря на Закон о защите брака, Клинтон, который был первым президентом, выбравшим открыто гомосексуалистов на административные должности, обычно считается первым президентом, публично отстаивающим права геев.
Во время своего президентства Клинтон вызвал споры о том, что издал два важных указа от имени прав геев: первым был Указ 12968 от 1995 года, который снял запрет на допуск к безопасности для федеральных служащих ЛГБТ, а вторым - Указ 13087 от 1998 года, объявивший вне закона дискриминацию по признаку сексуальной ориентации среди федеральных гражданских служащих.
Под руководством президента Клинтона федеральное финансирование исследований, профилактики и лечения ВИЧ / СПИДа увеличилось более чем вдвое.
Клинтон также настаивал на принятии законов о преступлениях на почве ненависти для геев и Закона о недопущении дискриминации в сфере занятости в частном секторе, который, поддержанный его лоббированием, не прошел в Сенате ни одним голосованием в 1996 году. Пропаганда этих вопросов в сочетании с политически непопулярным характером движения за права геев в то время привело к активной поддержке переизбрания Клинтон в 1996 году Кампанией за права человека . Клинтон был первым президентом, который выбрал открыто гомосексуалистов на должности в администрации, назначив более 150 представителей ЛГБТ. Первый посол США, открытый гомосексуалист, Джеймс Хормел получил назначение от президента на должность после того, как Сенат не утвердил его кандидатуру.
2 июня 2000 года Клинтон объявил июнь Месяцем гордости геев и лесбиянок, что сделало его первым президентом, сделавшим это.

#### После президентства
В 2008 году Клинтон публично выступил против принятия предложения 8 Калифорнии и записал звонки, призывающие калифорнийцев проголосовать против этого предложения.
В июле 2009 года он выступил за однополые браки.
7 марта 2013 года Клинтон призвал Верховный суд США отменить Закон о защите брака.

### Джордж Буш
В своей кампании 1994 года, чтобы стать губернатором Техаса, Буш пообещал наложить вето на любые попытки отменить закон Техаса о гомосексуализме, назвав это «символическим жестом традиционных ценностей».

#### Губернатор Техаса
В 1997 году губернатор Буш подписал закон, добавляющий в Семейный кодекс штата Техас фразу «Лицензия на брак не может выдаваться на брак лиц одного пола». В тесте на политическую осведомленность на выборах губернатора Техаса в 1998 году он ответил отрицательно на вопросы о том, должно ли правительство Техаса включать сексуальную ориентацию в законы Техаса о борьбе с дискриминацией и поддерживает ли он признание Техасом однополых браков.
В 1999 году республиканцы Сената Техаса не пустили дальше Закон о преступлениях на почве ненависти Берда-младшего, который ужесточал бы наказание преступников, мотивированных ненавистью к полу, религии, этническому происхождению или сексуальной ориентации жертвы. Губернатора Буша критиковали за то, что он позволил законопроекту о преступлениях на почве ненависти умереть в комитете Сената Техаса. Представитель Буша Салливан заявил, что губернатор никогда не высказывался по законопроекту. По словам Лувон Харрис, сестры Джеймса Берда, возражение Буша против законопроекта, по сообщениям, было связано с тем, что он будет охватывать геев и лесбиянок. Администрация губернатора «связалась с семьей и спросила, можем ли мы исключить сексуальную ориентацию из законопроекта, и наш ответ был отрицательным, потому что закон для всех. Все должны быть защищены законом». - сказала Харрис.
На президентских дебатах 2000 года Эл Гор напал на Буша за то, что тот позволил законопроекту умереть в комитете, на что Буш ответил, что в Техасе уже есть статут о преступлениях на почве ненависти, и больше ничего не нужно было. Джордж Буш также выразил несогласие с постановлением Верховного суда Нью-Джерси, согласно которому бойскауты Америки должны принимать геев в свои организации. «Я считаю, что бойскауты - это частная организация, и они должны иметь возможность устанавливать стандарты, которые они хотят установить», - сказал Буш.
Буш также выразил поддержку запрета на усыновление и усыновление приемных родителей геев, призвав агентства помещать детей в «традиционные семьи, где есть муж и жена».
Во время кампании 2000 года он не поддержал ни одного закона о правах геев. В ходе президентских дебатов республиканцев в 2000 году Джордж Буш заявил, что выступает против однополых браков, но поддерживает права штатов, когда дело доходит до вопроса об однополых браках. Во время кампании он отказался комментировать закон Вермонта о гражданских союзах.
13 апреля 2000 года губернатор Буш стал первым предполагаемым кандидатом в президенты от Республиканской партии, когда-либо публично встречавшимся с геями-республиканцами в Остине, штат Техас.
4 августа 2000 г. Буш получил одобрение на пост президента от республиканцев из бревенчатой хижины, крупнейшей гей-группы Республиканской партии.
Он также получил поддержку недавно сформированной Республиканской коалиции за единство
Во время президентских дебатов с Элом Гором в 2000 году Буш заявил, что поддерживает Закон о защите брака и политику «Не спрашивай, не говори». Однако он заявил, что выступает против законов о гомосексуализме, что является изменением его положения на посту губернатора Техаса.

#### Президентство
Джордж Буш на посту президента в основном нейтрально относился к правам ЛГБТ. За восемь лет своего правления взгляды Буша на права геев часто было трудно выяснить, но многие эксперты считают, что Белый дом Буша хотел избежать плохой огласки, не отталкивая избирателей-евангелистов-консервативных христиан. Таким образом, он не отменил Указ президента Клинтона, запрещающий дискриминацию по признаку сексуальной ориентации в федеральном гражданском правительстве, но критики Буша считали, что он не смог обеспечить соблюдение этого указа.
Он сохранил за собой Управление национальной политики по СПИДу Клинтона и был первым президентом-республиканцем, который назначил открыто гомосексуального мужчину для работы в своей администрации, Скотта Эверца, директором Управления национальной политики по СПИДу.
Буш также стал вторым президентом после президента Клинтона, избравшим в свою администрацию назначенцев-геев. Кандидат Буша на пост посла в Румынии Майкл Э. Гест стал вторым послом США, который был бы открытым гомосексуалистом и первым, утвержденным Сенатом. Он не отменял никаких супружеских льгот, которые Клинтон ввел для федеральных служащих одного пола. Он не пытался отменить "не спрашивай, не говори" и не делай попыток изменить это.
В апреле 2002 года официальные лица Белого дома провели необъявленный брифинг в апреле для республиканцев из бревенчатых домиков. 27 июня 2002 года президент Буш подписал закон, позволяющий выплачивать пособие в случае смерти сожителям пожарных и полицейских, погибших при исполнении служебных обязанностей, впервые навсегда распространяя федеральное пособие по случаю смерти на однополые пары.
В 2003 году Верховный суд США постановил в деле Лоуренс против Техаса, что законы о содомии против согласных взрослых противоречат Конституции. Пресс-секретарь президента Буша Ари Флейшер отказался комментировать это решение, отметив только, что администрация не подала заявление по этому делу.
В 2004 году Буш сказал: «То, что они делают в уединении своего дома, должны иметь возможность делать взрослые по их согласию».
Ранее Буш заявлял, что поддерживает права штатов, когда дело доходит до брака, однако после решения Верховного суда Массачусетса по делу Гудридж против Министерства здравоохранения Буш объявил о своей поддержке поправки к конституции США, запрещающей однополые браки, 24 февраля 2004.
Из-за его поддержки Федеральной поправки о браке (FMA) республиканцы из бревенчатой хижины отказались поддержать переизбрание Джорджа Буша в 2004 году. Отделение округа Палм-Бич во Флориде поддержало его, что привело к аннулированию их устава.
22 сентября 2004 г. группа чернокожих республиканцев Эйба Линкольна (ALBRC), группа молодых городских чернокожих республиканцев-геев, проголосовала на специальном собрании в Далласе, штат Техас, за переизбрание президента Буша.
Во время октябрьских дебатов у президента Буш сказал, что не знает, является ли гомосексуализм выбором или нет.
В октябре 2004 года Буш заявил, что поддерживает разрешение штатам создавать гражданские союзы однополых пар.
В 2007 году Буш пригрозил наложить вето на Закон 2007 года о предотвращении преступлений на почве ненависти местными правоохранительными органами, который включал бы сексуальную ориентацию в преступления на почве ненависти, и Закон о недопущении дискриминации в сфере занятости 2007 года.
В декабре 2008 года администрация Буша отказалась поддержать декларацию ООН о сексуальной ориентации и гендерной идентичности, которая осуждает использование насилия, домогательств, дискриминации, исключения, стигматизации и предрассудков на основе сексуальной ориентации и гендерной идентичности.

### Барак Обама

#### Сенатор штата Иллинойс
Обама поддержал легализацию однополых браков, когда впервые баллотировался в Сенат штата Иллинойс в 1996, а также когда баллотировался на переизбрание в Сенат штата Иллинойс в 1998.
Во время работы сенатором штата он выступил соавтором законопроекта о внесении поправок в Закон Иллинойса о правах человека с целью включения в него положений о защите ЛГБТ, запрещающих дискриминацию по признаку сексуальной ориентации и гендерной идентичности на рабочем месте, жилье, всех общественных местах и поддерживаемый Иллинойсом закон о гендерном насилии.

#### Сенатор США от штата Иллинойс
Обама поддерживал гражданские союзы, но выступал против однополых браков, когда баллотировался в Сенат США в 2004 и в Президента США в 2008. Он поддерживал гражданские союзы, которые имели бы равный правовой статус с браком для однополых пар, но считал, что решения о названии брака должны быть оставлены на усмотрение штатов.
Во время своего пребывания в должности сенатора Обама был одним из сторонников Закона о недискриминации в сфере занятости, Закона о предотвращении преступлений на почве ненависти от местных правоохранительных органов Мэтью Шепарда, Закона о налоговом равенстве для домашних партнеров и бенефициаров здравоохранения и Закона о раннем лечении ВИЧ.
В 109-м Конгрессе США Обама получил оценку 89% от Кампании за права человека.
В 2006 году Обама проголосовал против Федеральной поправки о браке, которая определяла бы брак как брак между одним мужчиной и одной женщиной в Конституции США.
В 2007 году сенатор Обама заявил, что он выступает против Закона 1996 года о защите брака, и директивы "Не спрашивай, не говори", когда они были утверждены, и активно поддерживал их отмену. Он также сказал, что гомосексуализм не является выбором, он поддерживает права на усыновление однополых пар, и на должности президента будет работать над тем, чтобы распространить 1000 федеральных прав, предоставленных брачным парам парам в гражданских союзах. Он также проголосовал за поправку Кеннеди к Закону о разрешении национальной обороны на 2008 финансовый год, которая расширит федеральную юрисдикцию, чтобы охватить серьезные насильственные преступления на почве ненависти, совершенные по причине сексуальной ориентации и гендерной идентичности жертвы, и Закон о глобальном руководстве США по борьбе с ВИЧ/СПИДом, туберкулезом и малярией Тома Лантоса и Генри Хайда.
На президентских выборах 2008 года он выразил свою оппозицию конституционным запретам штата на однополые браки в Калифорнии, и Флориде в ноябрьском бюллетене, но заявил позднее в интервью, что лично считает, что брак это строго "между мужчиной и женщиной" и что он "не в пользу гомосексуальных браков". В 110-м Конгрессе Соединенных Штатов Обама получил оценку 94% Правозащитной кампании. На выборах 2008 года Обама получил одобрение следующих организаций по защите прав геев: Хьюстонская политическая группа ГЛБТ, Правозащитная кампания, и Национальные демократы Стоунволл.

#### Президентство

##### Первый срок
Барак Обама занял много решительных позиций в поддержку ЛГБТ. В марте 2009 года его администрация отменила политику администрации Буша и подписала декларацию ООН, призывающую к декриминализации гомосексуализма. В июне 2009 года Обама стал первым президентом, объявившим июнь месяцем гордости ЛГБТ; Президент Клинтон объявил июнем месяцем гордости геев и лесбиянок. Обама снова сделал это в июне 2010, июне 2011, июне 2012, июне 2013, июне 2014, июне 2015 и июне 2016.
17 июня 2009 года президент Обама подписал президентский меморандум, позволяющий однополым партнёрам федеральных служащих получать определённые льготы. 28 октября 2009 года Обама подписал соглашения с Мэтью Шепардом и Джеймсом Бердом-младшим. Закон о предупреждении преступлений на почве ненависти, который включил в федеральный закон о преступлениях на почве ненависти гендерные аспекты, сексуальную ориентацию, гендерную идентичность и инвалидность.
В октябре 2009 года он выдвинул кандидатуру Шэрон Лубински, которая стала первым открытым геем-маршалом США, служившим округу Миннесота.
4 января 2010 года он назначил Аманду Симпсон старшим техническим советником министерства торговли, что сделало её первой открытой транссексуалкой, назначенной на правительственный пост президентом США.
В начале 2010 года администрация Обамы включила гендерную идентичность в число классов, защищаемых от дискриминации под руководством Комиссии по обеспечению равных возможностей в области занятости (КРТ). 15 апреля 2010 года Обама издал исполнительный приказ для Министерства здравоохранения и социальных служб, который требовал, чтобы медицинские учреждения предоставляли права посещения и принятия медицинских решений однополым парам. В июне 2010 года, он расширил действие Закона о семейном медицинском отпуске, с тем чтобы охватить работников, берущих неоплачиваемый отпуск по уходу за детьми однополых партнеров. 22 декабря, 2010, Обама подписал закон, отменяющий директиву "Не спрашивай, не говори" .
23 февраля 2011 года президент Обама поручил министерству юстиции прекратить защиту Закона о защите брака в суде.
В марте 2011 года США опубликовали декларацию в пользу прав геев, которая получила поддержку более чем 80 стран в ООН В июне 2011 года ООН впервые одобрила права геев, лесбиянок и транссексуалов, приняв резолюцию, которая была поддержана США и рядом других стран.
18 августа 2011 года администрация Обамы объявила, что приостановит процедуру депортации многих иммигрантов без документов, которые не представляют угрозы для национальной безопасности или общественной безопасности, при этом Белый дом интерпретирует термин "семья" как включающий партнеров лесбиянок, геев и бисексуалов.
30 сентября 2011 года министерство обороны выпустило новые руководящие принципы, которые позволяют военным совершать однополые свадьбы на военных объектах или вне их, в штатах, где такие свадьбы разрешены.
5 декабря 2011 года администрация Обамы объявила, что Соединенные Штаты будут использовать все инструменты американской дипломатии, включая мощное привлечение иностранной помощи, для поощрения прав ЛГБТ во всем мире.
В марте и апреле 2012 года Обама выразил свое несогласие с конституционными запретами штата на однополые браки в Северной Каролине и Миннесоте.
3 мая 2012 года Федеральное бюро тюрем согласилось добавить представителя ЛГБТ в программу по разнообразию в каждой из 120 тюрем, которые существуют в Соединенных Штатах.
9 мая 2012 года Обама публично поддержал однополые браки как первый действующий президент США. Обама сказал интервьюеру, что:
"В течение нескольких лет, когда я говорил с друзьями, семьей и соседями, когда я думаю о членах моего собственного персонала, которые находятся в невероятно преданных моногамных отношениях, однополые отношения, которые воспитывают детей вместе, когда я думаю о тех солдатах или летчиках или морских пехотинцах или моряках, которые там воюют от моего имени и при этом чувствуют себя стесненными, даже сейчас, когда "Don 't Ask Don' t Tell" ушла, потому что они не в состоянии вступить в брак, в определенный момент я только что пришел к выводу, что для меня лично важно идти дальше и утверждать, что я думаю, что однополые пары должны иметь возможность жениться"
На выборах 2012 года Обама получил одобрение следующих правозащитных организаций геев: "Равные права Вашингтон", "Fair Wisconsin", "Gay-Straight Alliance", "Правозащитная кампания" и "Национальные демократы Стоунволла". Американский союз гражданских свобод дал Обаме 100% баллов по проблеме геев и лесбиянок в армии США и 75% по проблеме свободы вступления в брак для геев.

##### Второй срок
7 января 2013 года Пентагон согласился выплатить полную заработную плату сотрудникам службы, уволенным по директиве "Не спрашивай, не говори".
Обама также призвал к полному равенству во время своей второй инаугурационной речи 21 января 2013 года: "Наше путешествие не завершено до тех пор, пока наши братья и сестры с другой ориентацией не будут рассматриваться по закону как кто-либо другой, ибо если мы действительно созданы равными, то, конечно, любовь, которую мы обязуемся давать друг другу, также должна быть равной". Это было первое упоминание прав геев и лесбиянок или использование слова gay в инаугурационном обращении.
1 марта 2013 года Обама, говоря о деле Холлингсворт против Перри в Верховном суде США о Предложении 8, заявил "Когда Верховный суд спрашивает, считаете ли вы, что калифорнийский закон, который не дает никаких оснований для дискриминации однополых пар, кроме как просто представления о том, что они однополые пары - если Верховный суд спросит меня или моего генерального прокурора или генерального солиситора:" Мы думаем, что это соответствует конституционному сбору? " Я чувствовал, что нам важно честно ответить на этот вопрос. И ответ - нет. "Администрация заняла позицию, что Верховный суд должен применить" повышенный контроль "к запрету Калифорнии - стандарту, при котором эксперты по правовым вопросам говорят, что запрет штата не должен существовать.
8 августа 2013 года Обама выступил с критикой российского закона о гей-пропаганде.
26 декабря 2013 года президент Обама подписал Закон об утверждении национальной обороны на 2014 финансовый год, который отменил запрет на мужеложство по обоюдному согласию, который ранее был указан в Едином кодексе военной юстиции.
16 февраля 2014 года Обама подверг критике Закон Уганды о борьбе с гомосексуализмом 2014 года.
28 февраля 2014 года Обама договорился с губернатором Аризоны Яном Брюэром о вето СБ 1062.
Обама включил в состав олимпийской делегации 2014 спортсменов-геев, а именно Брайана Бойтано и Билли Джин Кинг (которую позже сменила Кейтлин Каоу). Это было сделано в качестве ответной критики российского закона о запрете гей-пропаганды среди несовершеннолетних.
21 июля 2014 года президент Обама подписал Указ 13672, в котором "гендерная идентичность" была добавлена к категориям, защищенным от дискриминации при приеме на работу в федеральную гражданскую рабочую силу, и "сексуальная ориентация" и "гендерная идентичность", к категориям, защищенным от дискриминации при найме и трудоустройстве со стороны федеральных государственных подрядчиков и субподрядчиков.
Обаму критиковали за встречу с президентом Уганды Йовери Мусевени, который занимает крайне негативную позицию в отношении геев, на ужине с главами африканских государств в августе 2014 года.
Позже, в августе 2014 года, Обама сделал неожиданное видео на церемонии открытия Гей-игр 2014.
10 февраля 2015 года была опубликована книга Дэвида Аксельрода "Верующий: мои сорок лет в политике". В книге Аксельрод раскрыл, что президент Барак Обама лгал о своей оппозиции однополым бракам по религиозным мотивам на президентских выборах в Соединенных Штатах в 2008 году. "Я просто не очень хорош в дерьме", - сказал Обама Аксельроду после события, где он заявил о своей оппозиции однополым бракам, согласно книге.
В 2015 году США назначили Рэнди Берри своим первым специальным посланником по правам человека ЛГБТ.
В апреле 2015 года администрация Обамы объявила, что открыла нейтральную с гендерной точки зрения ванную комнату в комплексе Белого дома, расположенном в здании исполнительного офиса Эйзенхауэра по соседству с Западным крылом.
Президент Обама также ответил на петицию с целью запретить конверсионную терапию (вдохновленную смертью Лилы Алкорн) своим обещанием выступить за такой запрет.
Также в 2015 году, когда президент Обама объявил май месяцем национальной приемной семьи, он включил слова, никогда ранее не включавшиеся в прокламацию Белого дома об усыновлении, частично заявив: "Поскольку так много детей ждут любящих домов, важно обеспечить, чтобы все квалифицированные опекуны имели возможность служить приемными или приемными родителями, независимо от расы, религии, сексуальной ориентации, гендерной идентичности или семейного положения. Именно поэтому мы работаем над преодолением существующих барьеров и вкладываем средства в усилия по набору более квалифицированных родителей для детей в приемные семьи". Он был первым президентом, который прямо заявил, что гендерная идентичность не должна мешать кому-либо усыновлять или становиться приемным родителем.
29 октября 2015 года президент Барак Обама одобрил Предложение 1 в Хьюстоне, штат Техас.
10 ноября 2015 года Обама официально объявил о своей поддержке Закона о равенстве 2015 года.
В июне 2016 года президент Обама и вице-президент Джо Байден встретились с жертвами и семьями жертв стрельбы в ночном клубе Орландо. Обама и Байден заложили 49 букетов белых роз, чтобы увековечить память 49 погибших в трагедии, затронувшей ЛГБТ-сообщество.
24 июня 2016 года президент Обама открыл национальный монумент Стоунволл в Гринвич-Виллидж, Нижний Манхэттен, который первым национальным памятником в США в честь движения за права ЛГБТ.
20 октября 2016 года Обама утвердил Кейт Браун на посту губернатора Орегона. 8 ноября Браун стала первым ЛГБТ-человеком, избранным губернатором в США. Браун является бисексуальной женщиной, которая также стала жертвой сексуального насилия и насилия в семье. До того, как она была избрана, Браун приняла губернаторство из-за отставки предыдущего губернатора. За это время она подписала закон о запрете конверсионной терапии для несовершеннолетних.

### Дональд Трамп
Дональд Трамп выступает против прав ЛГБТ. Трамп использовал президентский пост для отмены прав ЛГБТ и назначил на должности чиновников, настроенных против ЛГБТ. Он выступает против Закона о равенстве, который был одним из самых приоритетных для ЛГБТ-групп с момента признания Верховным судом однополых браков. Дональд Трамп выступал против легализации однополых браков и обязался назначить судей против ЛГБТ в Верховный суд и попытался пересмотреть юридическое определение пола в попытке стереть трансгендерных людей и подорвать недискриминационные меры защиты трансгендерных людей.
Его администрация заявила в Верховном суде, что раздел VII Закона о гражданских правах 1964 года не защищает американцев-геев или транссексуалов от дискриминации. Его кабинет отменил положения, разрешающие приютам для бездомных дискриминацию в отношении бездомной транссексуальной молодежи. Бетси Девос отменила меры защиты для ЛГБТ-студентов. Администрация Трампа стремилась защитить дискриминацию в здравоохранении. Все ссылки на ЛГБТ были удалены из Белого дома, а Дональд Трамп запретил ЛГБТК-беженцам въезжать в страну, спасаясь от дискриминации.
Помимо этого, Дональд Трамп был первым президентом, выступившим на Саммите избирателей ценности, организованном Исследовательским советом.

#### Президентство

##### Политика в отношении ВИЧ/СПИДа
Сокращение политики и финансирования борьбы с ВИЧ/СПИДом имеет самые разнообразные последствия. В 2017 году Трамп распустил Управление национальной политики по борьбе со СПИДом, которое было основано в 1993 году, и Президентский консультативный совет по ВИЧ/СПИДу, основнанный в 1995 году. Его бюджетное предложение на 2019 год не включало никакого финансирования двух существующих программ, осуществляемых в рамках программы Райана Уайта по ВИЧ/СПИДу.

##### Права трансгендерных людей
Администрация Трампа атаковала права трансгендерных людей на нескольких фронтах.
- Доступ студентов в ванную: 10 февраля 2017 года Министерство юстиции отказалось от защиты доступа трансгендерных студентов к ванным комнатам. Руководство эпохи Обамы позволило студентам использовать ванные комнаты, соответствующие их гендерной идентичности. Это право было оспорено окружным судом Техаса, и министерство юстиции ранее просило суд отменить его решение, но министерство юстиции (при новом генеральном прокуроре Джеффе Сешнсе) отозвало свою просьбу[312]. 22 февраля, В 2017 году Трамп отменил директиву администрации Обамы, которая разрешала трансгендерным учащимся, посещающим государственные школы, пользоваться ванными комнатами, которые соответствуют их гендерной идентичности[312]. Министр образования Бетси ДеВос была опрошена в Комитете по образованию и труду Палаты представителей 10 апреля 2019 года о предыдущем решении, в результате чего она признала, что знала о последствиях стресса дискриминации для транссексуальной молодежи[313]; В мае 2019 года Верховный суд отказался выслушать жалобу пенсильванской школы относительно ее политики в отношении ванной комнаты, предположив, что школы могут продолжать устанавливать свою собственную политику для размещения учащихся-транссексуалов[314].
- Студенческая легкая атлетика: 15 мая 2020 года Управление по гражданским правам Министерства образования написало 45-страничное письмо с угрозами удержать федеральное финансирование от конкретных школьных округов в Коннектикуте и от Интерсхоластической атлетической конференции Коннектикута, если они продолжат позволять трансгендерным девушкам соревноваться в женских командах. Министерство образования утверждало, что включение трансгендерных спортсменов в команды девочек является нарушением раздела IX[315]. В сентябре 2020 года на кону для Коннектикута стояло около 6 миллионов долларов, распределенных на два года и предоставленных в рамках гранта Федеральной программы помощи школам[316].
- Военный запрет: Трампу удалось ввести ограничения в отношении трансгендерных военнослужащих, о чем он впервые объявил в Twitter. 26 июля 2017 года Трамп написал в Твиттере, что трансгендерные люди не будут приняты или разрешены служить «в любом качестве» в вооруженных силах США, сославшись на медицинские расходы и нарушения, связанные с трансгендерными военнослужащими[317][318]. Это сообщение застало чиновников Пентагона врасплох[319]. Согласно исследованию 2014 года, на тот момент в США на службе находилось около 6 000 трансгендерных военнослужащих[320], и администрация Трампа не представила никаких доказательств того, что они представляют проблему. Многие ключевые военачальники выступали за продолжение поддержки трансгендерных военнослужащих. К ним относятся "начальники армии, флота и ВВС; комендант корпуса морской пехоты; и новый комендант береговой охраны[321], а также отставные руководители, такие как вице-адмирал Дональд К. Артур, генерал-майор Гейл Поллок и контр-адмирал Алан М. Стейнман (который служил генеральным хирургом или его эквивалентом в ВМФ, армии и береговой охраны соответственно, и кто был соавтором отчета Palm Center в апреле 2018 г.)[322] 25 августа 2017 года Трамп приказал Пентагону прекратить прием любых новых трансгендерных людей в армию и прекратить предоставление медицинских услуг для смены пола, которые вступят в силу 23 марта 2018 года[323]. 29 августа 2017 года министр обороны Джеймс Мэттис приостановил высылку трансгендерных военнослужащих, которые в настоящее время служат в армии, в ожидании исследования, проведенного экспертами министерств обороны и внутренней безопасности[324]. Федеральные суды временно отложили реализацию предложенного администрацией Трампа запрета, выпустив четыре судебных запрета. 23 ноября 2018 года, на следующий день после Дня благодарения, администрация Трампа официально попросила Верховный суд США вынести экстренное решение о том, может ли трансгендерный персонал продолжать службу[325], и 22 января 2019 года без заслушивания аргументов или объяснения собственного решения, Суд разрешил администрации Трампа двигаться вперед с запретом[326]. 12 марта 2019 года Министерство обороны выпустило меморандум с подробностями запрета, по сути позволяя существующему персоналу продолжать службу, если они уже сделали камингаут как трансгендерные люди до меморандума, но исключают из службы любого, у кого было обнаружено недавно трансгендерное тело, идентичность или история.
- Занятость: 4 октября 2017 года Генеральный прокурор опубликовал меморандум, в котором рассматривается «дискриминация трансгендерных людей» в сфере занятости и делается вывод о том, что Раздел VII Закона о гражданских правах 1964 года «не запрещает дискриминацию по признаку гендерной идентичности как таковую. Это закон, а не политика»[327]. 16 августа 2019 года Министерство юстиции подало записку в Верховный суд США, в которой утверждалось, что «Раздел VII не запрещает дискриминацию трансгендерных людей на основании их трансгендерного статуса», «гендерной идентичности», или «разрывом» между биологическим полом и гендерной идентичностью. Дело, которое в данный момент рассматривается, называется R.G. & G.R. Harris Funeral Homes Inc. v. Equal Employment Opportunity Commission[328].
- Права заключенных: В мае 2018 года администрация Трампа обязала Бюро тюрем разместить заключенных-транссексуалов по их "биологическому полу". Обращение с заключенными как с представителями того пола, который они идентифицируют, "было бы уместным только в редких случаях". Это сводит на нет руководство, созданное администрацией Обамы в 2012 году, и противоречит Закону 2003 года об искоренении изнасилования в тюрьмах[329]. В 2018 году в исправительном центре округа Сибола в Нью-Мексико функционировало отделение для трансгендерных женщин; женщины содержались вместе независимо от причины их задержания. Здание служило федеральной тюрьмой, окружной тюрьмой, местом содержания под стражей иммиграционной и таможенной службы и жилищем для просителей убежища[330]. Репортерам впервые был предоставлен доступ в июне 2019 года; в то время было 27 заключенных[331].
- Определение гендера как пола: 21 октября 2018 года The New York Times опубликовала меморандум Министерства здравоохранения и социальных служб, в котором планировалось установить определение гендера на основе определения пола при рождении в федеральных агентствах, в частности, в министерствах образования, юстиции и труда, которые, наряду с Здравоохранением и Социальными службами, несут ответственность за соблюдение Закона о недискриминации согласно Разделу IX. Министерство юстиции должно утвердить любое новое определение, которое может предложить здравоохранение и социальные службы. В меморандуме приводился довод в пользу определения пола «на биологической основе, которая является ясной, научно обоснованной, объективной и управляемой», а также за прерогативой правительства оставить проведение генетического тестирования людей для определения их пола[332]. В течение следующих дней тысячи протестующих собрались в Вашингтоне, округ Колумбия[333][334], Сан-Диего[335]; Портленде, штат Мэн[336], Миннеаполисе[337], Лос-Анджелесе[338], Милуоки[339], Бостоне[340] и других городах по всей стране, а 2 ноября почти 100 законодателей подписали письмо секретарю HHS Алексу Азару с просьбой не вводить это изменение[341]. 8 июля 2019 года Государственный департамент создал Комиссию по неотъемлемым правам, чтобы инициировать философские обсуждения прав человека, которые основаны на католической концепции «естественного права», а не на современной идентичности, основанной на гендере и сексуальности. Большинство из двенадцати членов комиссии имеют опыт выступлений против ЛГБТ[342].
- Здравоохранение: с 2016 года Министерство здравоохранения и социальных служб прямо интерпретировало слово «пол» в положениях о запрещении дискриминации в Законе о доступном медицинском обслуживании (раздел 1557), чтобы признавать и включать трансгендерных людей, давая им право пользоваться теми же услугами. на которое имеют право все остальные, хотя постановление федерального суда от 31 декабря 2016 г. помешало бы применять свое правило о недискриминации. При администрации Трампа юристы министерства здравоохранения и социальный служб начали работать над окончательной отменой этого правила[343], и 24 мая 2019 года было официально объявлено о предлагаемом изменении[344][345]. 15 октября 2019 года федеральный судья Рид О'Коннор отменил правило о недискриминации, заявив, что оно нарушает Закон о восстановлении свободы вероисповедания. Его постановление означало, что финансируемые из федерального бюджета медицинские страховые компании и поставщики могут отказать в лечении или покрытии на основании пола, гендерной идентичности или прерывания беременности, даже если услуги необходимы с медицинской точки зрения[346]. 1 ноября 2019 года Министерство здравоохранения и социальных служб объявило, что с немедленного вступления в силу получатели грантов от министерства здравоохранения и социальных служб, финансируемых налогоплательщиками, могут дискриминировать по признаку сексуальной ориентации и гендерной идентичности, поскольку он больше не будет применять правило 2016 года, известное как 81 F.R. 89393[347][348]. По данным Национального центра трансгендерного равенства, это изменение затрагивает «программы профилактики ВИЧ и ЗППП, опиоидные программы, услуги по борьбе с бездомностью молодежи, профессиональную подготовку медицинских работников, программы восстановления после употребления психоактивных веществ и многие другие услуги по спасению жизни». В апреле 2020 года HHS признало, что незавершенное правило по замене статьи 1557 (которое тогда находилось на рассмотрении министерства юстиции) последовало за постановлением федерального суда, которое «отменяет положения о гендерной идентичности» статьи 1557[349]. Правило замены было объявлено 12 июня 2020 г.[350].
- Бездомность: 22 мая 2019 года министерство жилищного строительства и городского развития предложило новое правило, чтобы ослабить правило равного доступа 2012 года, существующую федеральную защиту от дискриминации, которая требует равного доступа к жилью независимо от сексуальной ориентации или гендерной идентичности (накануне министр жилищного строительства и городского развития Бен Карсон сказал Конгрессу, что у него нет планов менять эту защиту). В соответствии с предложенным изменением, приюты, получающие федеральное финансирование, получат свободу действий в «определении пола для приема в любое учреждение». учреждение »на основе факторов, включая «официальные правительственные документы "трансгендера", «религиозные убеждения» операторов приюта и любые выдуманные «практические соображения» или опасения по поводу «конфиденциальности» или «безопасности». Это могло бы позволить приютам размещать трансгендерных женщин в мужских жилищах или вообще отказывать трансгендерным людям в приеме. В рамках предложенного правила министр жилищного строительства и городского развития заявил, что обращение с трансгендерными людьми будет считаться допустимым, если приют последовательно применяет свои собственные правила, и что это не будет противоречить существующей политике министества жилищного строительства и городского развития по недопущению дискриминации. Министерство жилищного строительства и городского развития движется в направлении ослабления этого правила с 2017 года, когда оно отозвало предложения об обязательном размещении в убежищах информации о правах ЛГБТ и обновило свой веб-сайт, убрав руководство по работе с трансгендерными людьми[351]. В июле 2020 года министерство жилищного строительства и городского развития предложило правило, позволяющее приютам отказывать женщинам, которые, по их мнению, выглядят физически мужественными, с учетом «таких факторов, как рост, наличие (но не отсутствие) волос на лице, наличие кадыка и другие физические характеристики, которые, если рассматривать их вместе, указывают на биологический пол человека»[352][353].

##### Перепись и сбор других данных
Вначале администрация Трампа прервала попытки правительства начать подсчет людей c нетрадиционной ориентацией. В марте 2017 года Бюро переписи населения США опубликовало свои предложенные вопросы для переписи 2020 года (перепись проводится один раз в десять лет) и исследования американского сообщества (проводится ежегодно). Впервые предложенные вопросы касались тем, касающихся сексуальной ориентации и гендерной идентичности. Однако вопросы были немедленно сняты. Бюро переписи заявило, что эта тема была включена «случайно» (на самом деле, она была включена, потому что почти 80 членов Конгресса попросили об этом в прошлом году). Бюро переписи добавило: «Эта тема не предлагается Конгрессу для переписи населения 2020 года или обследования американского сообщества. В отчет были внесены исправления». В конечном итоге, вопросы об однополых отношениях были добавлены обратно в перепись, но этот ограниченный подход не предлагает способа приписать лесбийскую, гомосексуальную или бисексуальную ориентацию тем, кто в настоящее время не состоит в каких-либо отношениях или которые находятся в отношениях с другим полом, а также не может приписывать трансгендерную идентичность кому-либо. В том же месяце администрация Трампа опубликовала проект ежегодного Национального опроса участников Закона о пожилых американцах, проводимого Министерством здравоохранения и социальных служб. Вопросы о сексуальной ориентации и гендерной идентичности, добавленные в 2014 г., были удалены из проекта 2017 г. В апреле 2019 года министерство здравоохранения и социальных служб заявило о своем намерении прекратить просить приемных детей, родителей и опекунов самостоятельно сообщать о сексуальной ориентации в Систему анализа и отчетности по усыновлению и приемной семье.

##### Недискриминация при приеме на работу
Администрация Трампа также выступила против усилий по защите ЛГБТ от дискриминации при приеме на работу.
Были значительно сокращены существующие средства защиты федеральных служащих. В январе 2017 года, через несколько минут после инаугурации Трампа, контент, связанный с ЛГБТ, был удален с веб-сайтов Белого дома, Государственного департамента и Департамента труда. 27 марта 2017 года Трамп отменил директиву администрации Обамы (Указ 13673, «Справедливая оплата и безопасные рабочие места»), которая требовала от компаний с крупными федеральными контрактами доказывать свое соблюдение защиты ЛГБТ и других законов о труде. В ноябре 2017 года Управление общих служб исключило «сексуальную ориентацию» и «гендерную идентичность» из своих правил недискриминации времен Обамы. В марте 2018 года Министерство здравоохранения и социальных служб удалило со своего сайта ресурсы, посвященные лесбиянкам и бисексуалам. В декабре 2019 года Департамент внутренних дел исключил понятие «сексуальная ориентация» из своих правил недопущения дискриминации.
Также были предприняты попытки снять защиту с частных сотрудников. 26 июля 2017 года администрация Трампа вмешалась в частный трудовой иск Зард против Altitude Express, Inc. Министерство юстиции, выступая на противоположной стороне Комиссии по равным возможностям при трудоустройстве, призвало федеральный апелляционный суд постановить, что Гражданский Закон о правах 1964 года не запрещает дискриминацию на рабочем месте по признаку сексуальной ориентации. Однако суд постановил, что это так. 15 июня 2020 года Верховный суд согласился, постановив 6–3, что «работодатель, увольняющий человека только за то, что он гей или трансгендерный человек, нарушает закон». 30 ноября 2018 года Трамп подписал соглашение США-Мексика-Канада, которое содержало сноску, освобождающую Соединенные Штаты от выполнения требований соглашения о прекращении «дискриминации по признаку пола».
Главный способ, которым администрация Трампа допускает дискриминацию, - это предоставление исключений из антидискриминационного закона на основании «совести» или «религиозной свободы». 5 декабря 2017 года, когда репортер Белого дома спросил, согласен ли президент Трамп с тем, что пекари могут вывешивать таблички в окнах своего бизнеса с надписью «Мы не печем торты для гей-свадеб». В ходе обсуждения в Верховном суде пресс-секретарь Белого дома Сара Сандерс заявила, что президент верит в свободу вероисповедания, и "это будет включать и это". 18 января 2018 года Министерство здравоохранения и социальных служб объявило о создании отдела совести и свободы вероисповедания Управления по гражданским правам. Его цель - обеспечить соблюдение федеральных законов, касающихся «свободы совести и вероисповедания»; то есть дать возможность отдельным лицам и компаниям освободиться от соблюдения законов о недискриминации. 23 января 2019 года Министерство здравоохранения и социальных служб США заявило, что Miracle Hill Ministries, агентство по уходу за приемными семьями в Гринвилле, Южная Каролина, может быть освобождено от действия закона о недискриминации времен Обамы. Miracle Hill продолжит получать федеральные средства и может отказать в услугах будущим приемным родителям, не являющимся христианами или ЛГБТ, хотя он должен направить отклоненных заявителей в другое агентство. Министерство здравоохранения сослалось на Закон о восстановлении религиозной свободы как на основу, позволяющую христианским группам, финансируемым из федерального бюджета, дискриминировать нехристиан. В августе 2019 года Министерство труда США, также ссылаясь на закон, предложило новое правило, освобождающее «религиозные организации» от соблюдения закона о недискриминации при приеме на работу, если они ссылаются на «искренне исповедуемые религиозные догматы и убеждения» как на причину дискриминации. В июне 2020 года Министерство юстиции направило в Верховный суд записку в поддержку Католической социальной службы Филадельфии, которая добивается права отклонять однополые пары в качестве потенциальных приемных родителей в рамках государственной системы патронатного воспитания и направлять их в другое агентство.

##### Международные связи
3 октября 2017 года администрация Трампа проголосовала против резолюции ООН, осуждающей смертную казнь (в которой осуждалось применение этого наказания, в частности, за гомосексуализм), в результате чего Соединенные Штаты стали одной из 13 стран, проголосовавших против резолюции (включая Саудовскую Аравию, где практикуется смертная казнь за гомосексуальный секс). Однако это соответствовало давней политике, поскольку администрация Обамы также голосовала против. Джессика Стерн, исполнительный директор группы по защите прав ЛГБТ OutRight, заявила, что группа раскритиковала «многочисленные нарушения прав администрации Трампа, многочисленные злоупотребления властью, от нарушений ЛГБТ до ксенофобии, но этот конкретный случай не является примером сокращения поддержки ЛГБТ прав ... Было бы ошибкой интерпретировать ее несогласие с резолюцией о смертной казни как изменение политики». В сентябре 2020 года администрация Трампа (вместе с совместными подписями, которые она собрала из 57 стран) предложила, чтобы Организация Объединенных Наций подчеркивает «свободу вероисповедания» вместо прав ЛГБТ при обсуждении «международных прав человека».
19 февраля 2019 года администрация заняла более про-ЛГБТ-подход, объявив о новой кампании по декриминализации гомосексуализма во всем мире, которую возглавит Ричард Гренелл, посол США в Германии, открытый гомосексуалист. В тот день Гренелл организовал встречу в Берлине с 11 активистами из разных европейских стран; похоже, что никто из США не был приглашен. На следующий день репортер спросил президента об этой инициативе, но он, похоже, не знал об этом (В официальной записи этого интервью в Белом доме Трамп попросил репортера повторить вопрос и, наконец, ответил: «Я не знаю, о каком отчете вы говорите. У нас много отчетов»). Гренелл, однако, сказал, что намерение состояло в том, чтобы использовать экономическую помощь США в качестве разменной монеты, чтобы убедить другие страны изменить свои законы и сотрудничать с европейскими странами в этом стремлении. «Это не новая политика, это новый толчок», - сказал он . 31 мая 2019 года Трамп написал в Твиттере, что американцы должны «проявить солидарность со многими ЛГБТ, живущими в десятках стран мира, которые наказывают, заключают в тюрьму или даже казнят» людей за их сексуальную ориентацию. Он сослался на «глобальную кампанию своей администрации по декриминализации гомосексуализма». Впервые с момента вступления в должность он использовал слово «ЛГБТ» или «Гордость» в контексте ЛГБТ в своем твите. Тем не менее, на той же неделе администрация Трампа приказала посольствам США не вывешивать флаг Прайда. Гренелл подал в отставку с поста посла 1 июня 2020 года, не оставив никого, кто явно отвечает за какие-либо «толчки» или «кампании». В августе 2020 года старший советник Совета по глобальному равенству пренебрежительно охарактеризовал кампанию как «серию саморекламы в Твиттере».

##### Майк Пенс
Майк Пенс уже давно выступает против расширения прав ЛГБТ на протяжении всей своей политической карьеры. В мае 2016 года губернатор Индианы Майк Пенс заявил, что доступ трансгендерных студентов к туалетам должен решаться на уровне штата. Он сказал это в ответ на указание администрации Обамы разрешить студентам пользоваться туалетом в соответствии с полом, с которым они себя идентифицируют. Месяц спустя, 15 июня 2016 года, Трамп объявил Пенса своим кандидатом на пост вице-президента. Это решение подверглось критике со стороны защитников ЛГБТ из-за того, что Пенс известен своим решительным противодействием однополым бракам и своей поддержкой «законов о религиозной свободе», которые позволяют отдельным лицам и компаниям требовать освобождения от религиозных убеждений при предоставлении услуг ЛГБТ-людям, включая закон Индианы, который он подписал, будучи губернатором.
Во время кампании, обсуждая права геев с правоведом, Трамп якобы пошутил, что Пенс «хочет их всех повесить»; комментарий не был опубликован до октября 2017 года. Госсекретарь Хиллари Клинтон, которая баллотировалась против Трампа на президентских выборах 2016 года, назвала Пенс «самым радикальным кандидатом в поколении».
В 1993 году Пенс опубликовал множество писем против ЛГБТ в публикации Indiana Policy Review Foundation, в том числе якобы одно, в котором работодателям предлагалось не нанимать членов ЛГБТ-сообщества, утверждая, что они «неразборчивы в связях», несут "чрезвычайно высокий уровень заболеваний" и «не трудоспособны».
В 2000 году веб-сайт кампании Пенса в Конгрессе заявил, что Конгресс должен финансировать Закон Райана Уайта о заботе только после того, как аудит подтвердил, что «организации, которые поощряют и поощряют типы поведения, способствующие распространению вируса ВИЧ», не будут иметь права на финансирование, и что «ресурсы должны быть направлены в те учреждения, которые предоставляют помощь тем, кто стремится изменить свое сексуальное поведение». Последний комментарий был истолкован некоторыми как заявление в поддержку конверсионной терапии, обвинение, на которое ответа не было до тех пор, пока Пенс не был избран вице-президентом, когда пресс-секретарь Пенса назвал обвинение «неправильной характеристикой». Однако конверсионная терапия была одобрена в рамках платформы Республиканской партии, принятой на съезде в июле 2016 года.
В своей речи 2006 года он сказал, что «ухудшение брака и семьи» вызывает «социальный коллапс» и что «идея Бога» состоит в том, чтобы предотвратить однополые браки.
В 2007 году он голосовал против Закона о недопущении дискриминации в сфере занятости, который запрещал бы дискриминацию по признаку сексуальной ориентации.
В 2010 году он выступил против разрешения солдатам открыто идентифицировать себя как геи.
Хотя геи и бисексуалы в Соединенных Штатах по-прежнему непропорционально сильно страдают от ВИЧ, на их долю приходится две трети всех новых диагнозов ВИЧ в 2016 г. Пенс выступил во Всемирный день борьбы со СПИДом 2018 г., не упомянув ЛГБТ (В прошлом году Трамп с таким же упущением произнес речь по случаю Всемирного дня борьбы со СПИДом).

### Джо Байден
В первый день своего пребывания в должности Джо Байден подписал Указ о запрете дискриминации в сфере занятости и жилья по признаку сексуальной ориентации и гендерной идентичности. Это распоряжение трактует решение Верховного суда США Босток против округа Клейтон более широко, чем это делала администрация Трампа. Указ также предусматривает, что трансгендерным детям разрешается пользоваться раздевалками и ванными комнатами с учетом их гендерной идентичности, а также разрешается участвовать в спорте, основанном на их гендерной идентичности, и, хотя он не требует, чтобы все школы и штаты следовали приказу, если они будут сопротивляться этому, федеральное правительство может отказать в финансировании указанным штатам или школам. В настоящее время в нескольких штатах рассматриваются законопроекты, запрещающие трансгендерным спортсменам соревноваться в спорте с их гендерной идентичностью, и даже один штат, Айдахо, принял закон, запрещающий трансгендерным девушкам заниматься спортом с их гендерной идентичностью. , который в настоящее время является предметом продолжающегося судебного разбирательства в 9 округе (см. Hecox v. Little). Несмотря на это, администрация Байдена не сделала никаких заявлений по поводу указанных законопроектов, а также по поводу того, откажет ли она в финансировании штатам, которые их приняли, или рассматривают возможность их принятия.
Постановление суда расширило раздел VII Закона о гражданских правах 1964 года, запретив дискриминацию при приеме на работу в отношении сотрудников ЛГБТ, но не запретило прямо дискриминацию вне сферы занятости. Исполнительный указ, подписанный президентом Байденом, обязал все федеральные агентства пересмотреть существующие правила и политику, запрещающие дискриминацию по признаку пола, и при необходимости пересмотреть их, чтобы уточнить, что «пол» включает сексуальную ориентацию и гендерную идентичность.
Также в первый день пребывания Байдена у власти его пресс-секретарь Дженнифер Псаки объявила на пресс-конференции, что президент скоро отменит правительственный запрет трансгендерным людям открыто служить в вооруженных силах, хотя конкретная дата этого действия не была объявлена. Хотя Байден изначально сказал, что отмена запрета будет мерой, принятой «в первый же день», этого не произошло из-за того, что его кандидат на пост министра обороны Ллойд Остин еще не был утвержден, хотя окончательно неизвестно, является ли это причиной того, что Байден в первый день не принял меры по запрету. Этот запрет был отменен указом от 25 января 2021 года, что позволило трансгендерным людям снова служить в армии.
Доктор Рэйчел Левин, которая с 2015 года была главным врачом штата Пенсильвания, а с 2018 возглавляла местный минздрав, утверждена Сенатом США в марте 2021 года на должность помощника министра здравоохранения. Она стала первым трансгендным человеком среди чиновников федерального уровня. Позитивно о ней высказывались президент Джо Байден, и вице-президент Камала Харрис, выдвигая ее на высокий пост в январе 2021 года.
В апреле 2021 года Арканзас стал первым штатом США, который запретил лечение и операции по коррекции пола для людей до 18 лет. Новый закон также запрещает врачам прописывать юным пациентам блокаторы полового созревания и направлять их для лечения в другие штаты. Противники закона говорят, что он будет иметь катастрофические последствия для трансгендерной молодежи. Закон был принят несмотря на то, что губернатор штата, республиканец Аса Хатчинсон наложил на него вето. Но Сенат и Палата представителей штата, также контролируемые республиканцами, всё-таки проголосовали за запрет на операции по коррекции пола.
28 апреля во время своего первого выступления перед обеими палатами Конгресса президент США Джо Байден заявил о намерении подписать закон "О равенстве", который призван положить конец дискриминации трансгендерного сообщества на федеральном уровне.
10 мая 2021 года министр здравоохранения и социальных служб Хавьер Бесерра заявил, что гомосексуалам и трансгендерным людям в США будет предоставлена лучшая защита от дискриминации в области здравоохранения.
2 июня 2021 года Джо Байден призвал Конгресс принять Закон о равенстве, который был одобрен Палатой представителей, но столкнулся с трудностями при прохождении в Сенате.
В июне 2021 года Джо Байден совместно с первой леди Джилл Байден обратился с поддержкой к гей-сообществу, приветствуя Месяц гордости в США.
25 июня президент США Джо Байден в окружении политиков и ЛГБТ-активистов подписал закон, согласно которому ночной клуб "The Pulse" в Орландо объявлен национальным мемориалом.
12 июля 2021 года Джо Байден назначил открытую лесбиянку Шанталь Вонг директором и послом Азиатского банка развития в США.
В августе 2021 года Джо Байден объявил о своем намерении выдвинуть кандидатуру раввина-открытую лесбиянку Шарон Кляйнбаум в двухпартийный федеральный правительственный орган, который контролирует право на свободу вероисповедания за рубежом.
В сентябре 2021 года на выступлении на Генассамблее ООН Джо Байден призвал международное сообщество встать на защиту ЛГБТ-людей - «от Чечни до Камеруна».
В ноябре 2021 года городской совет Нью-Йорка пополнился рекордным числом открытых геев в количестве 6 депутатов.
Согласно последнему исследованию организации GLAAD шестеро из десяти ЛГБТ-американцев подвергались дискриминации по причине гендерной идентичности.
В декабре 2021 года Гаутам Рагхаван стал самым высокопоставленным чиновником-геем в администрации президента Джо Байдена. Он занял должность директора Аппарата президента.

## Политическая поддержка прав ЛГБТ

#### Поддержка
Основными сторонниками прав ЛГБТ в США, как правило, были политические либералы и либертарианцы. На региональном уровне поддержка движения за права ЛГБТ была наиболее сильной в районах северо-востока и западного побережья, а также в других штатах с большим городским населением. Национально-демократическая партия провела официальную платформу поддержки большинства инициатив с 2012 года в области прав ЛГБТ. Тем не менее, есть некоторые республиканские группы, выступающие за проблемы ЛГБТ внутри партии, включая республиканцев из бревенчатых хижин, GOProud, молодых консерваторов за свободу вступать в брак и республиканцев из колледжей Пенсильванского и Колумбийского университетов. Опрос, проведенный в марте 2014 года, показал, что 40% республиканцев поддерживают однополые браки, а в 2018 году этот процент вырос до 44%. В 2013 году 52% республиканцев и независимых республиканцев в возрасте от 18 до 49 лет поддержали однополые браки в совместном опросе Washington Post и ABC News. Опрос Pew Forum 2014 показал, что американские мусульмане с большей вероятностью, чем евангелисты, поддерживают однополые браки, 42% и 28% соответственно, процент, который, по данным Public Religion Research Institute в 2018 году, вырос до 51% и 34%. По данным Pew Research Center в 2017 году, миллениалы и поколение X, молодые белые евангелисты, родившиеся после 1964 года, стали более благосклонно относиться к однополым бракам - до 47% опрошенных поддержали гей-браки. Опрос Pew Research Center в 2017 году показал, что 64% белых американцев, 60% латиноамериканцев и латиноамериканцев и 51% афроамериканцев поддерживают право однополых пар на брак.

#### Оппозиция
Основными противниками прав ЛГБТ в США, как правило, были религиозные фундаменталисты. По данным Pew Research Center, большинство, 59% евангельских протестантов, выступают против однополых браков. Между 2016 и 2017 годами взгляды бэби-бумеров и молчаливого поколения, пожилых евангелистов, родившихся до 1964 года, практически не изменились с 25% тогда до 26% сейчас. Консерваторы ссылаются на различные отрывки из Библии из Ветхого и Нового Заветов как на оправдание противодействия правам ЛГБТ. В региональном плане оппозиция за права ЛГБТ была самой сильной на Юге и в других штатах с большим сельским и консервативным населением, особенно в Библейском поясе. По мере развития движения за однополые браки многие национальные и / или международные организации выступали против этого движения. Эти организации включают Американскую семейную ассоциацию, Христианскую коалицию, Совет по семейным исследованиям, Focus on the Family, Save Our Children, NARTH, национальную республиканскую партию, Римско-католическую церковь, Церковь Иисуса Христа Святых последних дней, Южный баптистский съезд, Альянс за брак, Фонд защиты Альянса, Совет свободы и Национальная организация брака.

#### Демократическая партия
Демократическая партия начала поддерживать некоторые права ЛГБТ в 1990-х годах. Несмотря на подписание Закона о защите брака, Билл Клинтон был первым президентом, который открыто поддержал права ЛГБТ, так как во время своего правления он назначил нескольких открытых геев в правительстве. В национальной платформе 2012 года Демократическая партия поддержала отмену Закона о защите брака и «равную ответственность, льготы и защиту» для однополых пар; президент Барак Обама выступил в поддержку однополых браков в 2012. Демократическая партия открыто поддерживает однополые браки.
В национальной платформе Демократической партии 2016 года Демократическая партия утвердила свою наиболее прогрессивную программу поддержки прав ЛГБТ. Согласно этой повестке дня, «демократы считают, что права ЛГБТ - это права человека, и что американская внешняя политика должна способствовать способности всех людей жить с достоинством, безопасностью и уважением, независимо от того, кто они и кого любят».
Повестка дня в поддержку:
- Обергефелл против Ходжеса
- Принятие Закона о равенстве, всеобъемлющего федерального закона о недискриминации для ЛГБТ-американцев в вопросах жилья, занятости, общественных помещений, кредитов, обслуживания присяжных, образования и федерального финансирования
- Включение ЛГБТ в соответствии с законами о дискриминации по признаку пола
- Борьба с бездомной молодежью
- Политика улучшения школьного климата для ЛГБТ-студентов
- Пожилые члены ЛГБТ-движения
- Доступ к медицинскому обслуживанию трансгендерным людям
- Прекращение насилия в отношении ЛГБТ, включая кризис насилия против трансгендерных людей
- Душевное здоровье
- «Обеспечение справедливого обращения с ветеранами ЛГБТ, в том числе путем упреждающего обзора и обновления выписных документов для ветеранов, выписанных из-за их сексуальной ориентации»

Повестка дня против:
- Законы штатов, запрещающие ЛГБТ, включая законы о трансгендерных людях

В разделе о ВИЧ / СПИДе:
"Демократы считают, что поколение, свободное от СПИДа, находится в пределах нашей досягаемости. Но сегодня слишком много американцев, живущих с ВИЧ, не имеют доступа к качественной помощи, и каждый год происходит слишком много новых случаев инфицирования. Поэтому мы реализуем Национальную стратегию по ВИЧ и СПИДу; увеличить финансирование исследований Национальных институтов здоровья; ограничить фармацевтические расходы для людей, живущих с ВИЧ и СПИДом; реформировать законы о криминализации ВИЧ; и расширить доступ к программам снижения вреда и лекарствам для профилактики ВИЧ, особенно для групп населения, наиболее подверженных риску заражения. За границей мы продолжим нашу приверженность Чрезвычайному плану Президента по борьбе со СПИДом и увеличим глобальное финансирование профилактики и лечения ВИЧ и СПИДа. Демократы всегда будут защищать людей, живущих с ВИЧ и СПИДом, от стигмы и дискриминации".
Баллотирование Пита Буттиджича на пост президента от демократов в 2020 году сделала его первым в Америке кандидатом в президенты от демократов, который был бы открытым геем.

#### Республиканская партия
Республиканская партия выступает против множества прав ЛГБТ, в первую очередь уделяя внимание однополым бракам и правам трансгендерных людей. Среди тех представителей общественности, которые идентифицируют себя или склоняются к тому, чтобы идентифицировать себя как республиканцы, более половины говорят, что общество должно принимать гомосексуализм (54%, в опросе Pew Research, опубликованном в октябре 2017 года), и почти половина говорят то же самое - половые браки должны быть законными (44%, согласно опросу Pew Research, опубликованному в мае 2019 г.) Кандидат в президенты от республиканцев Дональд Трамп использовал аббревиатуру «ЛГБТ» на Республиканском национальном съезде 2016 года, признав недавнюю стрельбу в ночном клубе Pulse. В августе 2017 года Трамп как президент подписал меморандум, запрещающий трансгендерным людям поступать на службу в вооруженные силы в большинстве случаев.
Платформа Республиканской партии 2016 года выступает против:
- Обергефелл против Ходжеса (дело Верховного суда США, узаконившее однополые браки)
- Запрет конверсионной терапии несовершеннолетних
- Права трансгендерных людей
- Покрытие ЛГБТ антидискриминационной политикой[424][425].

Баллотирование Фреда Каргера на пост президента от республиканцев в 2012 году сделал его первым в Америке открытым гомосексуальным кандидатом в президенты от республиканцев.

#### Либертарианская партия
Либертарианская партия поддерживает либертарианские взгляды на права ЛГБТ, поддерживая «религиозную свободу» и продвигая однополые браки с момента их создания в 1971 году. Либертарианская партия также хотела снять запреты на однополые браки, но с конечной целью: брачная приватизация.

#### Зеленая партия
Партия зеленых выступает за широкие права и защиту ЛГБТ с момента ее основания в 2000 году.
Более неформальная коалиция государственных зеленых партий, существовавшая в Америке с 1983 по 2000 год, также поддерживала права ЛГБТ.

#### Конституционная партия
Конституционная партия категорически против свобод ЛГБТ и поддерживает уголовные законы против гомосексуализма и переодевания в одежду другого пола.
Партия очень консервативна и связана с христианским реконструкционизмом, крайне правым политическим движением в консервативных христианских церквях.

#### Другие политические партии
В то время как многие американские социалистические и коммунистические политические партии поначалу предпочитали игнорировать этот вопрос, большинство из них теперь поддерживает защиту прав геев. Социалистические группы обычно придерживаются более сильного подхода к вопросам гендерной идентичности, чем основные партии.
Социалистическая партия США выдвинула открытого гея Дэвида Макрейнольдса своим (и американским) первым открытым геем-кандидатом в президенты в 1980 году.